# Geschichte der Juden in Frankreich

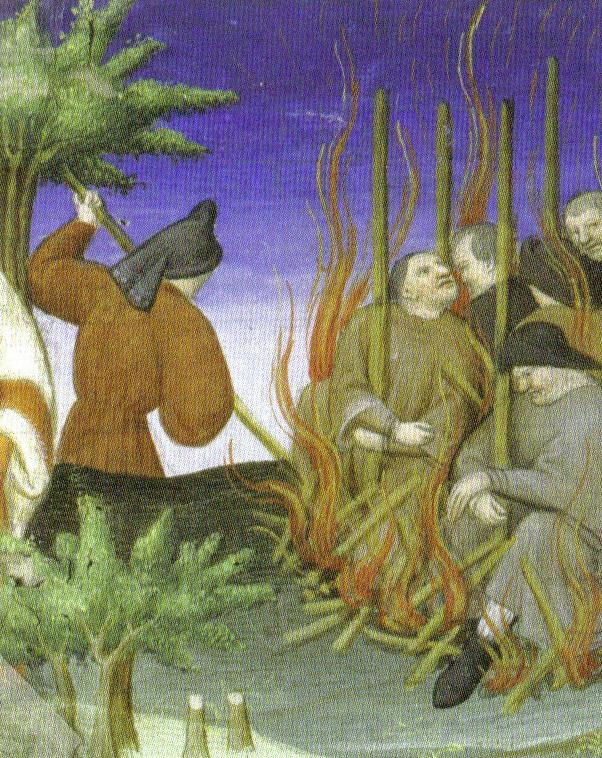
Französische Juden werden auf dem Scheiterhaufen verbrannt, Malerei, um 1410

Die Geschichte der französischen Juden reicht bis zu 2000 Jahre zurück. Im Frühmittelalter war Frankreich ein Zentrum jüdischen Lebens in Europa. Dieses fand jedoch sein Ende, als die Juden in mehreren Wellen (1182 – 1306 – 1394) vertrieben wurden.
Nach Jahrhunderten fast ohne jüdisches Leben war Frankreich das erste Land Europas, in dem die Juden nach der Französischen Revolution die bürgerliche Gleichberechtigung erhielten. Antijüdische Vorurteile verschwanden jedoch nicht, sondern kamen besonders in der Dreyfus-Affäre zur Zeit der Dritten Französischen Republik zum Ausdruck. Den Verfolgungen im Holocaust fiel ein Viertel aller französischen Juden zum Opfer. Zwischen 1942 und Juli 1944 wurden fast 76.000 Juden in Vernichtungslager deportiert; von ihnen überlebten nur etwa 2.500 (3,3 %). Das Lager Drancy bei Paris war das zentrale Sammellager für die Juden, die von dort nach Polen und Osteuropa deportiert wurden.
Seit den 1950er Jahren wuchs die Zahl der Juden in Frankreich durch Zuwanderung, vor allem aus den ehemaligen französischen Kolonien in Nordafrika. Heute weist Frankreich die größte jüdische Gemeinde Europas auf, die sich aber durch Terrorismus bedroht sieht.
Das Elsass und Lothringen wurden erst im 17. Jahrhundert französisch und wechselten mehrmals die Zugehörigkeit zu Deutschland und Frankreich. Daher unterscheidet sich die Geschichte der Juden im Elsass und die Geschichte der Juden in Lothringen von der Geschichte der Juden Frankreichs.

## Römerzeit

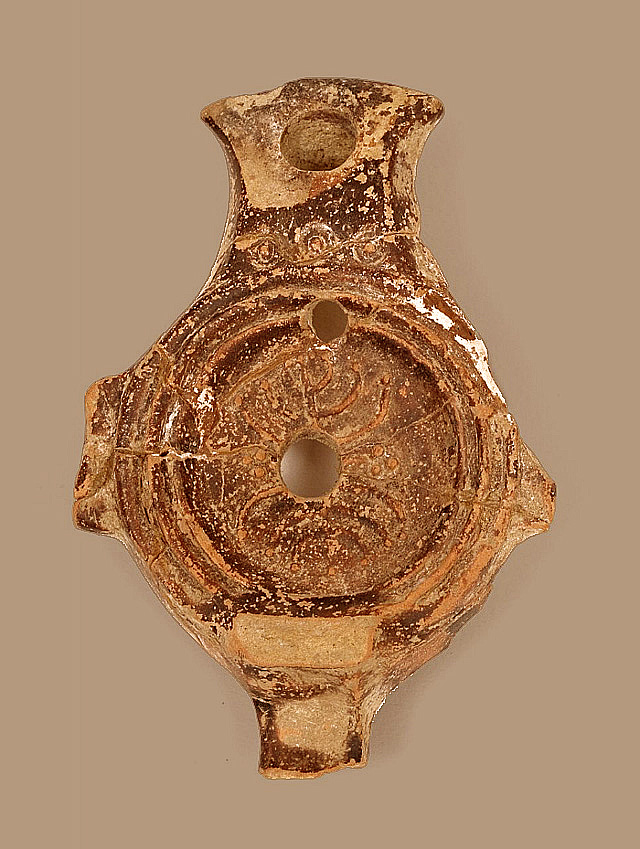
Öllampe von Orgon, das älteste bekannte jüdische Artefakt Frankreichs

Der erste bekannte Jude, der in Gallien gelebt hat, war Herodes Archelaos (Mt 2,22 ), Sohn von Herodes dem Großen, den Augustus im Jahre 6 n. Chr. nach Vienne ins Exil schickte. Verschiedene archäologische Spuren, die eine Anwesenheit von Juden belegen, wurden meist im Rhonetal gefunden, darunter eine Öllampe, die mit einem siebenarmigen Leuchter geschmückt ist und 1967 in Orgon gefunden wurde.
Im Jahr 2009 wurde bei Ausgrabungen in Arles ein Doppelsarkophag entdeckt, der Pompeia Iudea (Pompeia die Jüdin) und Cossutius Eutycles aus dem 3. Jahrhundert n. Chr. enthielt. Im 19. Jahrhundert hat man in der Nähe von Auch eine Stele gefunden mit einer lateinischen Inschrift, gefolgt von dem Wort shalom (Friede) in hebräischen Buchstaben, die aus dem 5. oder 6. Jahrhundert stammt.
Kaiser Konstantin der Große verpflichtete die Juden 321 dazu, die Last der Curia mit zu tragen, eine schwere finanzielle Bürde der Bewohner römischer Städte. Damit waren aber öffentliche Ämter möglich.
Kaiser Honorius bestätigte (395–423) im Jahr 409 den Juden, dass sie am Sabbat und an ihren Festtagen von öffentlichen Diensten, körperlicher Arbeit und vom Erscheinen vor Gericht befreit seien. Auch wurde die Zerstörung von Synagogen unter Strafe gestellt. Allerdings durften Juden keine Staatsämter mehr bekleiden, damit kein Christ unter einer jüdischen Obrigkeit stehen müsste. Ein Dekret der Herrscher Theodosius II. und Valentinian III., in welchem sie sich an Amatius, den Präfekten Galliens, richten, verbot Juden und anderen Nichtchristen im Jahre 426, öffentliche Ämter zu bekleiden, damit sich kein Christ einem Nichtchristen unterwerfen müsse.
Ab 465 (Konzil von Vannes) begann die Kirche, die Juden auszugrenzen, indem Klerikern gemeinsame Mahlzeiten verboten wurden. Große jüdische Gemeinden bestanden unter anderem in Marseille, Paris und Orléans. Die Juden bauten Synagogen in den meisten administrativen Zentren und an wichtigen Knotenpunkten des Handels. Sie waren oft Händler oder Steuereintreiber. Nach den Vorschriften des Codex Theodosianus konnten die Juden Galliens zumindest frei von staatlicher Unterdrückung leben und eine Liturgie entwickeln, die bis heute in Gebrauch ist.

## Merowinger- und Karolingerzeit
Bei Gregor von Tours werden in seinen Zehn Büchern zur Geschichte der Franken mehrfach Juden erwähnt, die als Fernhändler und Geldverleiher auf dem Gebiet der Merowinger auftreten. So kauft ein Jude Priscus für König Chilperich I. Getreide ein und unterstützt so den König in seinem Bemühen, die Rolle eines römischen Kaisers zu imitieren.
Auch nach der Christianisierung Galliens um 500 gibt es kaum Anzeichen für Konflikte zwischen Juden mit ihren christlichen Zeitgenossen. Kleriker konnten an jüdischen Festen teilnehmen, und selbst Heiraten zwischen Christen und Juden kamen vor. Manche Christen fühlten sich derart angezogen, dass es das Dritte Konzil von Orléans 538 für notwendig befand, die Gläubigen im Frankenreich vor dem „jüdischen Aberglauben“ zu warnen, und untersagte sonntags auf dem Feld zu arbeiten. Anders als die Juden dürfe man sonntags reiten, fahren oder sein Haus schmücken.

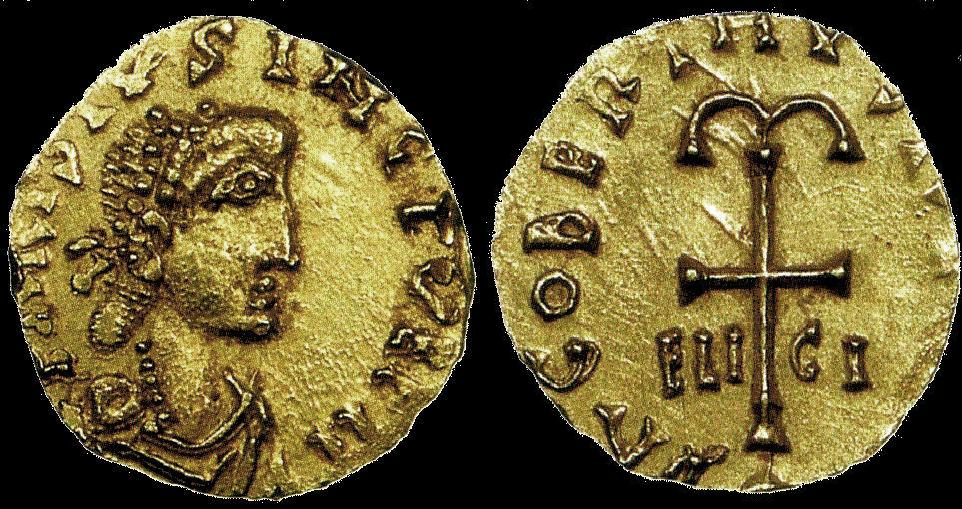
Goldmünze mit dem Bild Dagoberts I.

König Dagobert I. schlug 629 die Ausweisung aller Juden, die keine Christen werden wollten, aus seinem Reich vor. Tatsächlich finden sich in der Folgezeit bis zu Pippin dem Jüngeren keine Aufzeichnungen einer jüdischen Bevölkerung. Doch in Septimanien, einem Küstenstreifen im Südwesten Galliens mit der Hauptstadt Narbonne, konnten die Juden unter westgotischer Herrschaft leben. Dort tauchten auch die ersten jüdischen Zeugnisse auf, welche auf Frankreich wiesen. Die jüdische Gemeinde Narbonnes bestand zu einem großen Teil aus angesehenen Händlern.
Unter Karl dem Großen waren die Juden im Frankenreich zahlreich und ihre rechtliche Stellung abgesichert. Sie durften gegen Christen prozessieren, mussten aber Sonntagsarbeit leisten. Sie durften weder im Finanzwesen tätig sein noch als Landwirte Getreide oder Wein anbauen. Sie waren vorwiegend im Exporthandel tätig, vor allem im Handel mit Palästina, woher sie wertvolle Waren importierten. Ein Händler namens Isaak wurde zum Beispiel im Jahre 797 von Karl dem Großen zusammen mit zwei Botschaftern zu Hārūn ar-Raschīd entsandt. Juden im Handel konnten sich rühmen, jegliche Güter von Bischöfen und Äbten besorgen zu können.

## Frühe Kapetingerzeit (987–1137)

### Erste Verfolgungen der Juden

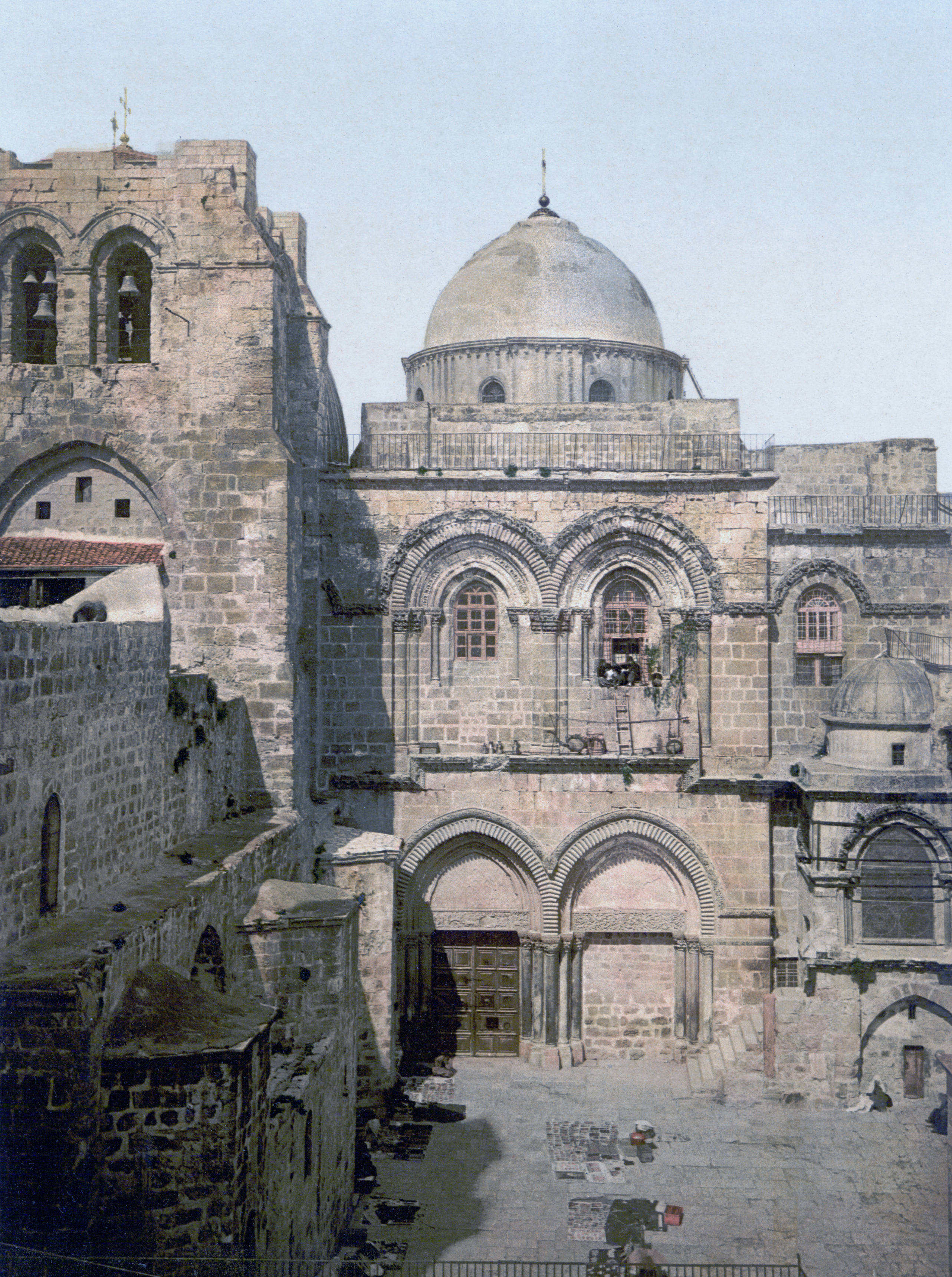
Front der Grabeskirche in Jerusalem (1905)

1010 stellte Alduin, Bischof von Limoges, die jüdischen Bewohner seiner Diözese vor die Wahl, sich entweder taufen zu lassen oder ins Exil zu gehen. Trotz einiger Überredungsversuche schworen nur drei Viertel der Juden ihrem Glauben ab. Diejenigen, die sich nicht beugen wollten, flohen entweder in andere Städte außerhalb der bischöflichen Macht oder richteten sich selbst. Ein hebräisches Dokument erzählt ebenso davon, wie Robert von der Normandie seinen Vasallen befohlen haben soll, gezielt jene unter der jüdischen Gemeinschaft zu töten, die sich einer Taufe verweigerten.

König Robert II. der Fromme war bekannt für seine religiösen Vorurteile und den extremen Hass, den er gegenüber den „Häretikern“ entwickelte. Als einer der Ersten ließ er „Ketzer“ 1022 in Orléans verbrennen. Möglicherweise besteht eine Verbindung zwischen diesen Verfolgungen und dem Gerücht, welches 1010 grassierte, dass Juden ihren östlichen Glaubensgenossen Meldungen über den Aufmarsch gegen die Sarazenen zukommen ließen. Im Jahr zuvor hatten Muslime die Grabeskirche in eine Moschee umgewandelt, was in Europa große Erbitterung erregte. Die Vermutung kam auf, Muslime und Juden hätten sich insgeheim abgesprochen. Rodulfus Glaber trieb diese Verschwörungstheorie auf die Spitze, als er behauptete, Juden aus Orléans hätten den Muslimen mittels eines Bettlers im Geheimen Anweisungen gegeben, die Grabeskirche vollständig der Erde gleichzumachen. Wörtlich schreibt er:
„Im neunten Jahr nach dem Jahr 1000 wurde die Kirche, in der sich in Jerusalem das Grab unseres Herrn und Heilands befand, auf Geheiß des Fürsten von Babylon ganz und gar zerstört […] Da diese glorreiche Gedenkstätte des Ruhms unseres Herrn aus der ganzen Welt eine Menge Besucher nach Jerusalem zog, begann der Teufel voll Haß mit Hilfe seiner üblichen Verbündeten, der jüdischen Nation, über die Anhänger des wahren Glaubens das Gift seiner Gemeinheit auszugießen. Es gab in Orléans, einer Königsstadt in Gallien, eine beträchtliche Kolonie dieser Rasse, die sich stolzer, boshafter und unverschämter zeigte als ihre Artgenossen. In hassenswerter Absicht verführten sie mit Geld einen Vagabunden, der das Pilgerkleid trug, Robert genannt, einen entflohenen Leibeigenen aus dem Kloster Sainte-Marie-de-Moutiers. Mit tausend Vorsichtsmaßnahmen schickten sie ihn zum Fürsten von Babylon mit einem hebräisch geschriebenen Brief, der in seinem Pilgerstab unter einer kleinen Eisenrolle eingelassen wurde, damit man nicht Gefahr lief, dass er ihm entrissen werde. Der Mann machte sich auf den Weg und trug dem Fürsten diesen Brief voller Lügen und Gemeinheiten zu, in dem ihm gesagt wurde, wenn er sich nicht beeile, das verehrungswürdige Haus der Christen niederzuwerfen, müsse er selbst damit rechnen, daß jene bald sein Königreich besetzten und ihn aller seiner Würden entkleideten.

Auf diesen Brief hin schickte der wütende Fürst sofort eine Expedition nach Jerusalem, die das Heiligtum zerstören sollte […] Das göttliche Erbarmen wollte, daß die Mutter dieses gleichen Fürsten, ich meine des Emirates von Babylon, eine sehr christliche Frau namens Maria, das auf Befehl ihres Sohnes zerstörte Heiligtum Christi mit schönen behauenen Steinen wiederaufbauen ließ. […] So strömte aus der ganzen Welt eine unglaubliche Menge Leute nach Jerusalem, mit zahlreichen Opfergaben für die Wiederherstellung des Gotteshauses beladen.“
Aufgrund dieser Vermutung wurden in Frankreich Juden aus den Städten gejagt oder ermordet. Nur wenige blieben in der Heimat und nur ein Bruchteil derer, die geflohen waren, kamen nach Jahren wieder. Als eine Reaktion darauf sah sich Papst Alexander II. (1061–73) gezwungen, eine Nachricht all jenen Landesherren Frankreichs zukommen zu lassen, die ein Massaker an den Juden verhindert hatten. Er erinnerte sie, dass Gott das sinnlose Blutvergießen nicht anerkenne. Trotzdem trat 1064 aus religiösem Ansporn ein Heer von Kreuzrittern unter Wilhelm VIII. von Aquitanien an, das in Spanien in Barbastro gegen die Mauren vorging und all jene Juden niedermetzelte, die sie auf dem Weg antrafen.

### Kreuzzug (1095)
Die Kreuzzüge in das Heilige Land ab 1095 schufen eine Atmosphäre, in der Juden leicht verfolgt wurden. Im Volkskreuzzug 1095 wurden Juden in Rouen (Normandie) angegriffen und im Ritterkreuzzug des Septembers 1096 in der Kirche eingesperrt und ohne Rücksicht auf Alter und Geschlecht niedergemetzelt. Viele ließen sich zum Schein taufen, kehrten aber nach einiger Zeit zu ihrem Glauben zurück. Zu dieser Zeit waren die Juden Frankreichs in ständiger Angst, was aus Briefen, die ins Rheinland versandt wurden, ersichtlich wird. Die Schreiber baten, für das Heil der Juden in Frankreich zu fasten und beten.

### Jüdische Literatur und Bildung im Hochmittelalter
In dieser Zeit wurde die jüdische Kultur angegriffen und bildete vor allem im Süden und Norden Frankreichs einheitliche Züge zur Abwehr aus. Ihr Werk beinhaltete besonders die Poesie, die sich bis dahin allein auf das Liturgische beschränkt hatte und in Pijjutim Israels Leiden und dessen unbeirrbare Hoffnung thematisierte. Sie wollte damit unterhalten und weniger mobilisieren. Parallel wurden neue biblische Auslegungen im Talmud und seinen zahlreichen Kommentaren zusammengefasst. Die Schriften wurden als „Corpus Juris“, als Gesetzbuch, angesehen. Eine spezifisch jüdische Philosophie, Naturwissenschaft oder Literatur in Frankreich entstand erst später. Es bildete sich unter den Juden Nordfrankreichs (Eigenbezeichnung Zarfatim) eine französisch-hebräische Sprache, die zarfatische Sprache („Judäo-Französisch“) heraus.
Eine gewichtige Rolle während des 11. Jahrhunderts spielte Schlomo ben Jizchak (1040–1106), kurz Raschi, der in Troyes seinen Lebensunterhalt als Winzer und Weinhändler verdiente. In ihm sieht sich das Bildnis des jüdischen Genius verwirklicht. Seine Werke zeichneten sich durch Klarheit und feinsinnige Ableitung aus. Seine Kommentare des Talmuds übertrafen die Werke seiner Vorgänger und erreichten bald den Status eines Standardwerkes. Sein Gesamtwerk förderte die Wertschätzung des „Pschat“, der einfachen, wörtlichen Auslegung religiöser Texte. Zwei Enkel Raschis, die Brüder Rabbenu Tam und Samuel ben Meir, genannt Raschbam, verfassten weitere Bibelkommentare, die in der jüdischen Überlieferung bedeutend sind.

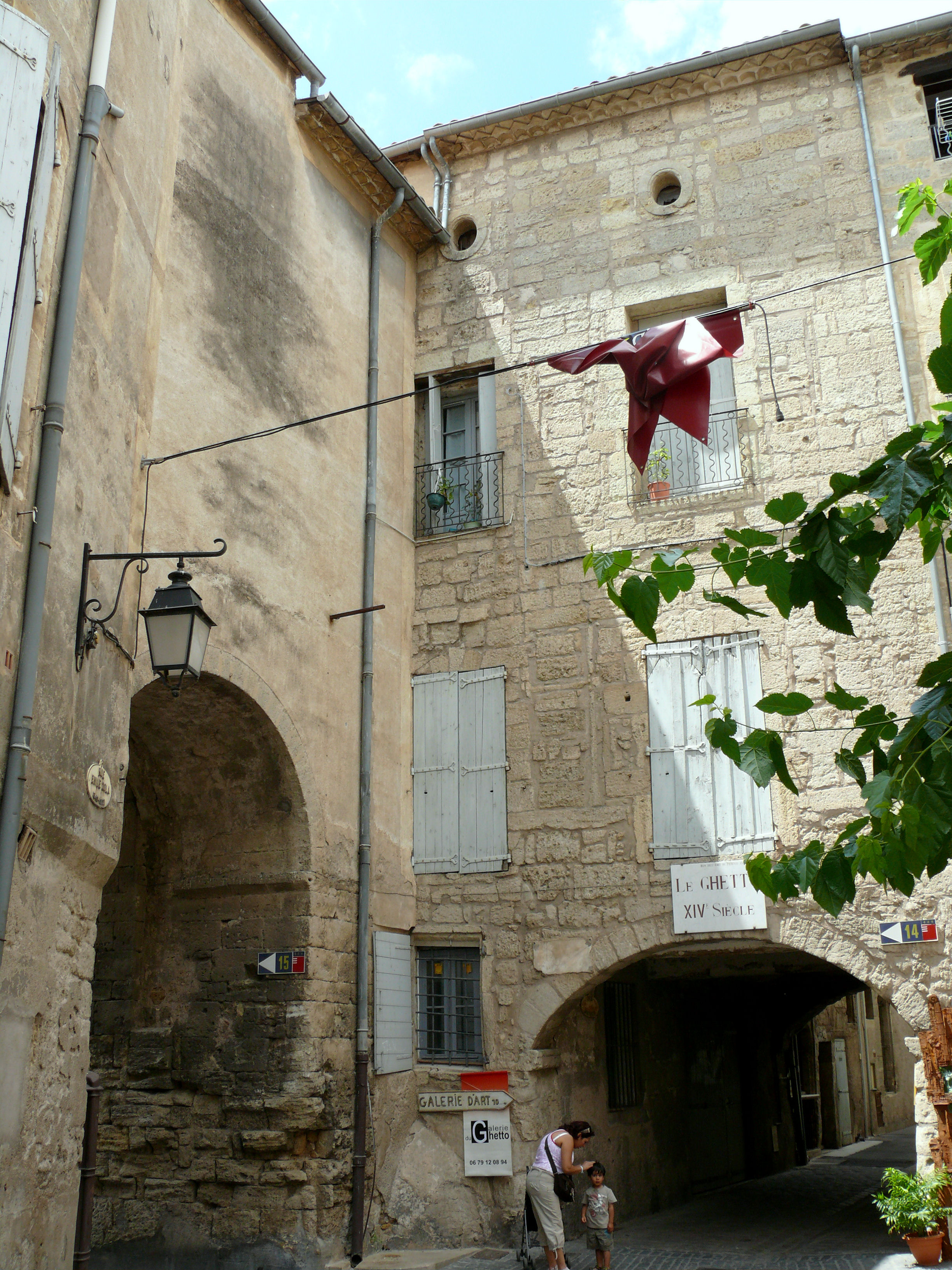
Pézenas - Porte Faugères und das Tor zum Judenviertel

Nach der Vertreibung der Juden aus Spanien im Jahr 1140 durch die Almohaden ließen sich viele spanische Juden im Languedoc nieder, vor allem in den großen Städten. In Narbonne entstand eine bedeutende Thora-Schule. Auch in kleineren Städte siedelten sich Juden an, besonders in solchen mit Märkten wie Pézenas, dessen ehemaliges Ghetto noch existiert.
Im 12. und 13. Jahrhundert wirkten in der Provence verschiedene Mitglieder der Familie Ibn Tibbon als Autoren und Übersetzer aus dem Arabischen ins Hebräische.

## Vertreibungen und mehrfache Rückkehr (bis 1394)

### Die Vertreibung durch Philipp II. (1182)

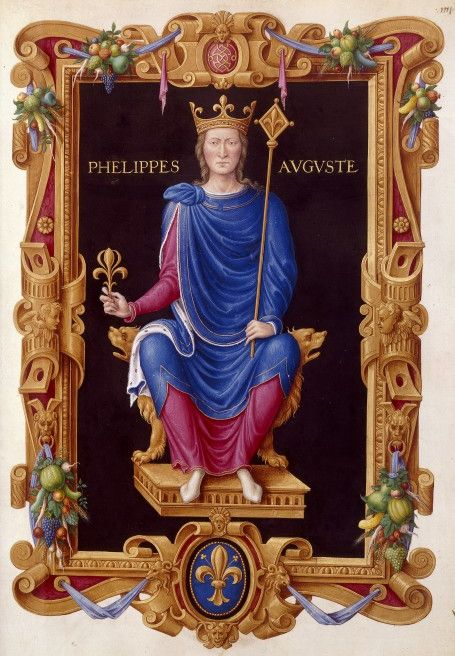
Philipp II. auf seinem Thron, um 1555/56, Bibliothèque nationale de France

Auf den Ersten Kreuzzug folgten über ein Jahrhundert lang Anschuldigungen wegen angeblicher jüdischer Ritualmorde, Verfolgung und Verbrennung. Kurz nach der Thronbesteigung befahl Philipp II. am 14. März 1182, an einem Samstag alle Juden in den Synagogen verhaften zu lassen und ihnen ihr Geld und die zeremonielle Kleidung zu rauben. Im April erließ er ein Edikt zur Ausweisung französischer Juden und gewährte ihnen eine Verweilzeit von drei Monaten, um den Verkauf des privaten Besitztums zu ermöglichen. Dabei konfiszierte er jeglichen immobilen Besitz, beispielsweise Häuser oder Felder. Vergebens versuchten die Juden den Adel für sich zu gewinnen. Im Juli wurden sie gezwungen Frankreichs zu verlassen, ihre Synagogen wurden in Kirchen umfunktioniert. Die konfiszierten Güter wurden sofort verkauft, was nahelegt, dass es darum ging, den königlichen Staatshaushalt auszugleichen. Der Dritte Kreuzzug 1189–92 scheiterte an der Rückeroberung Jerusalems.
Trotz des für die Juden desaströsen Ausgangs des Jahrhunderts war ihre Lage im Vergleich zu Deutschland etwas besser. Dieser Umstand könnte die immense intellektuelle Aktivität während des 12. Jahrhunderts erklären, die Anziehung auf ausländische jüdische Gemeinschaften und der bemerkenswerten Ausstoß an Literatur. Raschi hatte mit seinem Werk dazu einen Anstoß gegeben, was insbesondere in der Auseinandersetzung des Talmuds, biblischer Auslegung und rabbinischer Juristerei fortgesetzt wurde.

### Der Rückruf durch Philipp II. (1198)
Das 12. Jahrhundert begann mit der Rückkehr der Juden nach Frankreich (vorwiegend auf die Île-de-France beschränkt). Gegen die allgemeine Meinung und den eigenen Erlass rief Philipp II. die Juden nach Paris zurück („contra omnium opinionem ipsiusque regis edictum Judaeos Parisius reduxit“ – Rigord, mit starkem Tadel in den Gesta Philippi Augusti, Juli 1198).
Der König hatte seine Absichten schon zuvor kundgetan nach der Erkenntnis, dass die Juden einen gewaltigen finanziellen Vorteil darstellten, vor allem als Geldverleiher. Daher ließ er sie nicht nur zurückkehren, sondern erteilte ihnen sogar eine staatliche Bewilligung ihrer Tätigkeit im Bankwesen und als Pfandleiher. Dabei kontrollierte er ihr Geschäft, legte gesetzliche Zinsen fest und verlangte den Siegeldruck auf abgeschlossene Geschäftsverträge. Dieser Handel wurde versteuert, und auch für das königliche Siegel hatten die jüdischen Bankiers zu zahlen. Im königlichen Staatshaushalt entstand dadurch ein stetig wachsender Betrag, das „produit des juifs“ („Ertrag der Juden“). Gleichzeitig war es im Interesse der Schatzkammer, den jüdischen Besitz zu sichern, der eine respektable finanzielle Quelle darstellte.
Die Juden wurden deshalb quasi zu Leibeigenen des Königs, ohne wie diese den Schutz der Kirche zu genießen. Der Sprachgebrauch lässt auf die geringe Wertschätzung der Juden schließen: „Meine Juden“ wurde sprachlich vom Adel und dem König in gleicher Manier benutzt wie „mein Land“, um Reichtum zu verdeutlichen.
Spott blieb dabei nicht aus. Beispielsweise imitierte der Adel oft den König: „Sie bemühten sich, die Juden in unabdingbarer Abhängigkeit zu ihrem Besitz zu wissen und den Gebrauch zu etablieren, dass, wenn ein Jude, welcher sich in dem einen Freiherrenstand befand, in einen anderen überging, dem Herrn seiner früheren Bleibe das Recht eingeräumt werden sollte, den gesamten Besitz des anderen an sich zu nehmen.“ Tatsächlich wurde diese Vereinbarung im Jahre 1198 zwischen dem König und dem Grafen der Champagne getroffen. Die Bedingungen bestimmten, dass weder er die Juden eines Anderen in seinem Herrschaftsbereich ohne dessen ausdrückliche Bewilligung halten dürfe, noch sollten sie ohne Erlaubnis des Königs und des Grafen Leihen ausstellen oder Pfande einnehmen dürfen. Andere Landesherren trafen ähnliche Abmachungen mit dem König. Daraus konnten sie Einnahmen herausschlagen, bekannt als das weiter oben bereits erwähnte produit des juifs, welches die taille, einem jährlichen Pachtzins, die gesetzliche Gebühr für die Erlässe, die eine Gerichtsversammlung erteilen musste, und der Siegel-Pflicht, die zu einem großen Teil dem König zugutekam.

### Unter Ludwig VIII. und Ludwig IX.

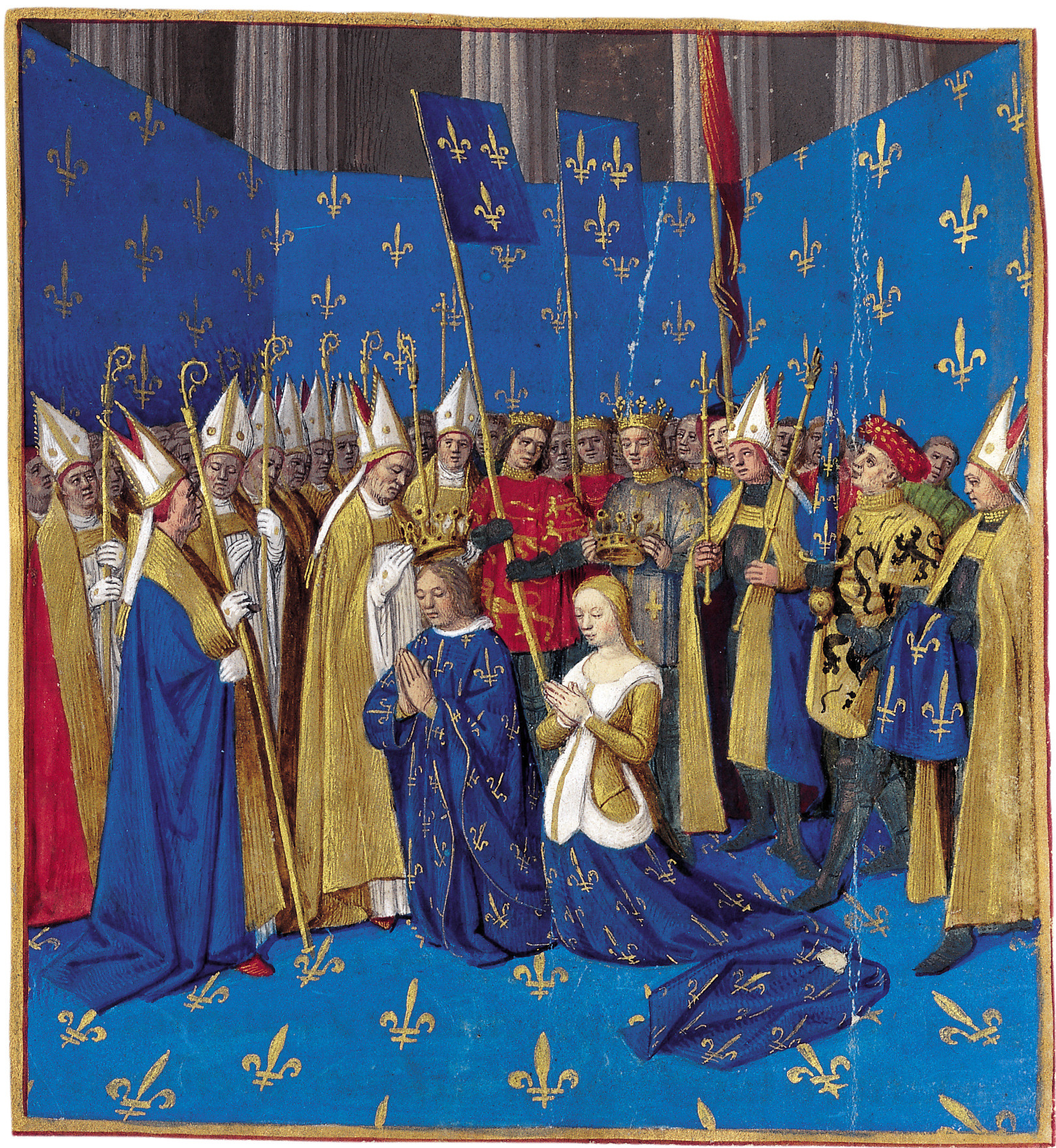
Krönung Ludwig VIII. und seiner Gemahlin Blanka von Kastilien 1223

Ludwig VIII. (1223–1226) wusste im Interesse der Staatskasse zu handeln. Obwohl er erklärte, dass vom 8. November 1223 an der Anteil der Bevölkerung an den jüdischen Schulden temporär nicht mehr gelte, verpflichtete er die Schuldner, besagten Betrag in einem Zeitraum von 3 Jahren wieder an die Juden zurückzuzahlen, und beauftragte die Landesherren, über diesen Vorgang Buch zu führen und den gesetzmäßigen Verlauf der Rückzahlungen im Auge zu behalten. So sammelten sie die Schulden für die Juden ein, zweifellos nicht ohne gebührende Provision. Ludwig trat anschließend dafür ein, dass das königliche Siegel, für dessen verpflichtenden Gebrauch Gebühren anstanden und ausschließlich für Juden galt, abgeschafft und durch ein herkömmliches ersetzt werden müsse.

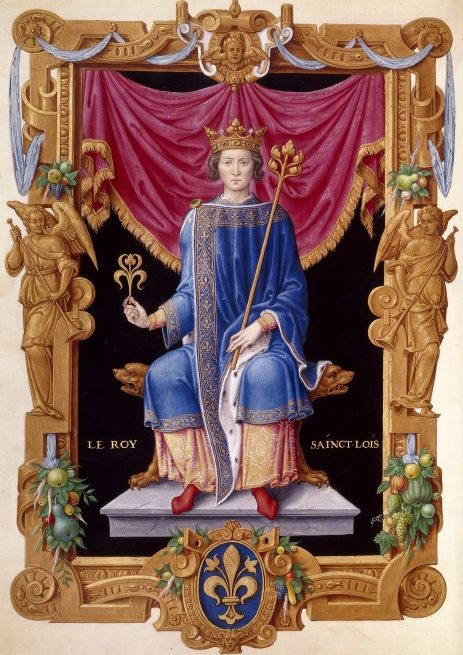
Ludwig IX. der Heilige

Nach den Anstrengungen, das Bankwesen und Darlehen in den Griff zu bekommen, setzte sein Nachfolger, Ludwig IX., in seiner Gottesfurcht und seinem Kirchengehorsam dem gesamten System ein Ende. In seiner Verachtung für Zinsen und finanziell ignorant, nötigte er trotz früherer Treffen in einer Versammlung in Melun im Dezember 1230 zahlreiche Landesfürsten dazu, den Juden jegliche Tätigkeit im Geldwesen zu verbieten. Niemand im Königreich durfte die Juden in den Grenzen festhalten, und jeder Fürst konnte Juden, die sein Eigentum waren, aus fremden Herrschaftsgebieten holen, wo auch immer er diese antraf oder wie viel Zeit nach deren Flucht verstrichen war. Zwar trat der Erlass des Jahres 1223 in Kraft, wurde aber nicht umgesetzt. Sowohl den Fürsten als auch dem König war es versagt, einen Kredit bei den Juden zu eröffnen. Kurz danach ging Ludwig IX. einen Schritt weiter, als er seine Untertanen vom dritten Teil ihrer Schulden bei den Juden befreite. Die Schuldner sollten den restlichen Teil der Schulden innerhalb einer vorgegebenen Zeit begleichen. Auch wurde veranlasst, das Drittel jenen, die bereits ihre Schulden getilgt hatten, zu erstatten. Gleichzeitig konnte man wegen Schulden an Juden weder eingesperrt noch durch Besitzentzug haftbar gemacht werden. Der König hoffte, auf diese Weise dem Wucher ein Ende zu setzen.
Die Disputation von Paris am königlichen Hof 1240 zwischen katholischen Theologen und Rabbinern über den Talmud endete mit dem Verbrennen zahlreicher Exemplare. Anlass bot die erste Übersetzung durch Nikolaus Donin aus La Rochelle der vom Judentum abgefallen war.

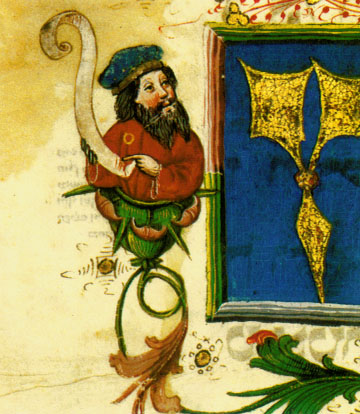
Ein Jude trägt die rouelle, einen kleinen gelben Ring, auf der Brust

Vor seinem Aufbruch zum 6. Kreuzzug 1248 bewog seine Frömmigkeit Ludwig IX. zu verschärften Maßnahmen wie der Ausweisung der Juden aus herrschaftlichen Gebiet und Beschlagnahme eines Teils ihrer Güter. Der Befehl der Vertreibung trat aber nur teilweise in Kraft. Als der König während der Kreuzzüge 1251 in Gefangenschaft geriet, sammelten sich zahlreiche Anhänger Ludwigs mit der Absicht, ihn im Osten den Händen der Feinde zu entreißen. Dieses Heer überschritt aber nie die Grenzen Nord-Frankreichs, statt dessen wurden Juden die bevorzugten Objekte ihrer Attacken. König Ludwig erlangte die Freiheit über ein Lösegeld von einer Million Besanten.
Schon zuvor hatte der König Skrupel, sich am Gewinn an eingenommenen Zinsen zu bereichern, daher erließ der König 1257 oder 1258 eine Verfügung über die Rückerstattung aller eingenommenen Zinsen an die ehemaligen Schuldner, ob sie diesen oder deren Erben ausgezahlt wurden. Nach Diskussion mit seinem Schwiegersohn Theobald, König von Navarra und Graf der Champagne, beschloss er am 13. September 1268, diese immensen Ausgaben durch den Einzug jüdischen Besitzes zu kompensieren. Ein Erlass von 1269, den er kurz danach beschloss, weist darauf hin, dass dies selbst Ludwig der Heilige überdacht hatte. Er nötigte die französischen Juden, unter der Androhung der Strafe von 10 Silberstücken, auf Drängen Pablo Christianis, stets die rouelle (franz. „Scheibe“) oder einen Aufnäher zu tragen. Er bestand aus einem Stück Filz oder einem Kleidungsfetzen in Form eines Rades, vier Finger im Umfang, der auf der Brust und am Rücken befestigt werden musste. Erkennbar abweichende Kleidung war auf dem Vierten Laterankonzil 1215 festgelegt worden.

### Das Exil durch Philipp IV. (1306)
Anfang des 14. Jahrhunderts war die Staatskasse der französischen Könige aufgrund der ständigen Konflikte leer, und Philipp IV. (1285–1314) versuchte wieder zu Geld zu kommen, indem er sich der Besitztümer zweier ungeliebter Minderheiten bemächtigte. Sein erstes Opfer waren die jüdischen Gemeinden Frankreichs (sein zweites ein Jahr später der Templerorden). Er verurteilte die Juden zur Verbannung und eignete sich ihren Besitz an. Dieser wurde anschließend versteigert; dem König standen dabei die Kostbarkeiten zu, die man in den Häusern der Juden fand. Philipp gab sich selbst die Rolle des Schuldeneintreibers, als er die unbedingte Zurückzahlung der Schulden christlicher Bürger erzwang. Dies hatte den Vorteil, der jüdischen Gemeinde den Besitz zu entreißen und gleichzeitig deren Forderungen übernehmen zu können. Weiter verfügte er drei Monate vor der Versteigerung der jüdischen Besitztümer eine Aufhebung des Münzgeldes, sodass jene, die an den Versteigerungen teilnahmen, in Geldscheinen zu zahlen hatten. Schließlich gewährte er, aus Angst, die Juden hätten Dinge versteckt, jedem, der jüdischen Besitz finden sollte, ein Fünftel des gefundenen Wertes.

Ausdehnung des Königreichs Frankreich um 1330 (blau); rot und schraffiert dargestellt sind zwischen Frankreich und England umstrittene Gebiete

Am 22. Juli 1306, einem Tag nach dem 9. Aw (Tischa beAv), einem jüdischen Feiertag, wurden die Juden verhaftet. In der Haft erfuhren sie, dass sie zum Exil verurteilt worden waren. Innerhalb eines Monats, so wurde ihnen mitgeteilt, hatten sie, ohne ihre Besitztümer mit Ausnahme ihrer Kleider und der Summe von 12 Sous, Frankreich zu verlassen. Ein französischer Historiker bewertet dies so: „Mit dem Schlag gegen die Juden trocknete Philipp IV. eine der ertragreichsten Quellen der finanziellen, kommerziellen und industriellen Prosperität seines Königreichs aus.“
Für die Betroffenen war es zusätzlich schädlich, dass sich Frankreich stark ausgedehnt hatte. Es umfasste nun auch die Champagne, Vermandois, Normandie, le Perche u. v. m. Dadurch war es kaum möglich ein nahes Exil zu finden, die Vertriebenen konnten nur nach Lothringen, eine Region Burgunds, Savoyen, die Dauphiné, Roussillon und in einen Teil der Provence flüchten, oder weiter nach Spanien und Italien. Bis heute ist es unmöglich, eine ungefähre Anzahl der Flüchtlinge festzustellen.
Die Stadt Avignon sowie das umliegende Comtat Venaissin bildeten von 1348 bis zur Französischen Revolution eine päpstliche Enklave, in der aufgrund toleranter Asylpolitik über Jahrhunderte hinweg einige jüdische Gemeinden blühten. Die Juden von Venaissin lebten in wenigen, streng abgeschlossenen Straßenzügen („carrieros“ in provenzalischer Sprache), in den Ortschaften Cavaillon, Carpentras und L’Isle-sur-la-Sorgue.

### Verfolgung durch die Inquisition

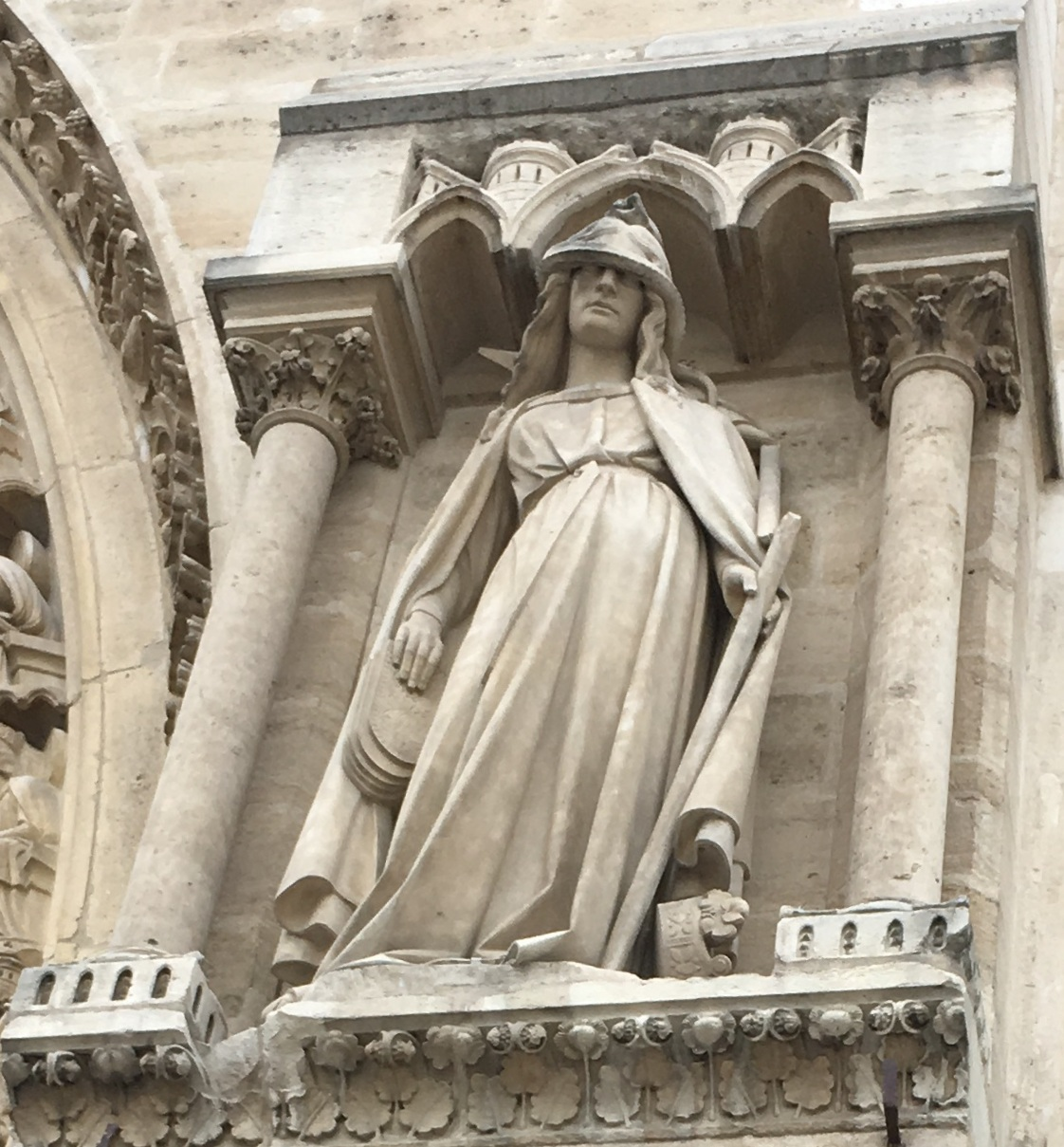
Statue der personifizierten Synagoge von der Westfassade von Notre Dame, Paris, Schlange über den Augen macht sie blind

Die Inquisition, ursprünglich gegen die Häresie der Albigenser gerichtet, beschäftigte sich bald mit den Juden Südfrankreichs, nachdem die Päpste darüber beschwert hatten, dass nicht nur getaufte Juden zu ihren Wurzeln zurückkehren, sondern ihnen dabei auch Christen folgen würden. Im März 1273 formulierte Papst Gregor X. folgende Regeln: Rückfällige Juden, wie Christen, die ihrem Schicksal abgesagt hatten und den Weg des „jüdischen Aberglaubens“ gewählt hatten, sollten von der Inquisition gleichermaßen als Häretiker behandelt werden. Jene, die die Schuldigen aufnehmen oder verteidigen sollten, galten als mitschuldige Anstifter der Abtrünnigkeit und sollten auf gleiche Art und Weise bestraft werden.
Entsprechend diesen Bestimmungen fanden sich am 4. Januar 1278 Juden aus Toulouse, die zuvor einen konvertierten Christen in ihrem Friedhof begraben hatten, vor dem Gericht der Inquisition wieder, wobei der Rabbi Isaac Males für den Tod auf dem Scheiterhaufen verurteilt wurde. Philipp IV. hatte seinen Seneschallen zunächst befohlen, keine Juden im Namen der Inquisition einzusperren, doch bereits 1299 widerrief er diesen Befehl.

### Die Rückkehr unter Ludwig X. (1315)
Kaum neun Jahre nach der Verbannung der Juden rief Philipps Nachfolger Ludwig X. sie erneut zurück. Das Edikt des 28. Juli 1315 erlaubte ihnen den Aufenthalt von zwölf Jahren und die Niederlassung in der jeweiligen Stadt, die sie zuvor hatten verlassen müssen. Dies geschah auf Verlangen des Volkes: Geoffroy de Paris, ein berühmter zeitgenössischer Poet, wies beispielsweise darauf hin, dass die Juden sanft seien im Vergleich zu den Christen, die sich doch des fremden Besitzes ermächtigt und die anderen derart schlecht behandelt hatten. Er behauptete, dass der König besser daran getan hätte, die Juden nicht auszuweisen, da es im ganzen Land keine Pfandleiher mehr geben würde (Bouquet, xxii. 118). Es liegt also nahe, dass Ludwig X. vor allem die finanziellen Aspekte bei seiner Entscheidung bedachte. Die früheren Beschlagnahmungen waren der Schatzkammer zugutegekommen, und bei einer Bewilligung der Juden für nur zwölf Jahre blieb ihm die Möglichkeit, sie bei Ende dieser Periode erneut zu erpressen. Es scheint, als ob die Juden dem König für die Einreise die beträchtliche Summe von 122.500 Livres gegeben hätten. Auch ist es möglich, wie es Vuitry andeutet, dass zahlreiche Schuldforderungen der Juden, zuvor nicht eingezogen wurden. Das Dekret veranlasste, dass nun zumindest zwei Drittel dieser Beträge in die Schatzkammer wanderten.
Die genauen Umstände der Rückkehr der Juden im Jahr 1315 wurden in zahlreichen Dokumenten festgehalten, auf einige der Regelungen nahmen sie sogar Einfluss. So wurde es ihnen zwar untersagt, Gläubige mit religiösen Diskussionen zu behelligen, andererseits durften sie nicht persönlich angegriffen werden, weder wegen der Güter, die sie vor der Verbannung besaßen und mitnehmen konnten, noch wegen der Kredite, die sie seit ihrer Rückkehr gewährt hatten, oder anderen Dingen, derer man sie in der Vergangenheit bezichtigte. Jüdische Synagogen und Friedhöfe durften unter der Bedingung, dass die jüdische Gemeinde deren Wert rückerstatten konnte, wiederhergestellt werden, andernfalls bot ihnen der König zu diesem Zweck Grundstücke zu einem annehmbaren Preis an. Jüdische Gesetzbücher, die ihnen nicht zurückgegeben waren, mussten mit Ausnahme des Talmuds ersetzt werden. Nach dem Ablauf der Frist der zwölf Jahre hatten sie das Land zu verlassen, doch wurde ihnen dazu ein Jahr zusätzlich gewährt, innerhalb dessen sie sich ihren immobilen Besitz verkaufen konnten. Sie wurden vom König nicht der Wucherei bezichtigt, noch hatten sie Abgaben zu leisten. Der König nahm die Juden schließlich unter seinen persönlichen Schutz, indem er bestimmte, dass weder Juden noch deren Besitz angegriffen werden durften. Sie sollten nun auch frei von jeglicher Unterdrückung sein.

### Die Ausweisung durch Karl VI. (1394)
Am 17. September 1394 gab der geistig unzurechnungsfähige König Karl VI. bekannt, dass ihm das Ausmaß des Unmuts über die vermeintlichen Exzesse und Vergehen der Juden an Christen schon lange bekannt sei. Nach Untersuchungen habe man festgestellt, dass es seitens der Juden mehrmals zu Brüchen ihrer Abmachung mit dem König gekommen sei. So wurde das Gesetz erlassen, dass fortan kein Jude in seinen Domänen leben sollte („Ordonnances“, vii. 675). Glaubt man dem „Mönch von St. Denis“, so unterzeichnete Karl dies unter Druck der Königin Isabeau von Bayern, seiner Gemahlin, die für ihn die Regentschaft führte („Chron. de Charles VI.“ ii. 119). Das Gesetz trat sofort in Kraft. Den Juden wurde eine Frist gewährt, innerhalb derer sie ihren Besitz verkaufen und ihre Schulden begleichen konnten. Besagte Verschuldete mussten die Schulden in einer bestimmten Zeit selbst tilgen, andernfalls hatten auch die anderen Gemeindemitglieder die Kosten zu tragen. Der Vorsteher der jüdischen Gemeinde hatte die Pflicht, seine Gefolgsleute zu den Grenzen des Reiches zu führen. Die Christen wurden von ihren Schulden bei Juden befreit. Lediglich die Juden in der Dauphiné und in Trois-Évêchés genossen einen Sonderstatus.

## Im 16. und 17. Jahrhundert

Gebietserweiterungen durch Ludwig XIV.

Im 16. Jahrhundert, nach der Vertreibung aus Spanien 1492 und Portugal 1497, ließen einige Marranen sich in den südwestfranzösischen Hafenstädten wie Bordeaux nieder. Die Vorfahren des Philosophen Michel de Montaigne gehörten zu ihnen. Erst übten einige ihren Glauben geheim aus, dann trauten sie sich einige, wieder offener jüdisch zu leben, z. B. mit Privatsynagogen und zusätzlicher jüdischer Eheschließung. Die Familie Gradis betrieb einen lukrativen Überseehandel (Zucker), der sie reich machte. Die Stadtbehörden drückten ein Auge zu, ab 1710 wurde es geduldet. Im baskischen Bayonne war es die marranische Familie Da Costa, die den Kakaohandel in der Hand hatte, der für die Schokoladenkultur am Hofe durch die aus Spanien stammende Königin Marie-Therèse wichtig wurde.
Spätestens im 17. Jahrhundert begannen noch mehr Juden, sich in Frankreich niederzulassen. Antisemitische Unruhen in der Provence, welche sie zur Abwanderung nach Nord-Frankreich zwangen, veranlassten Ludwig XIII. zu einer härteren Politik: Das neue Edikt vom 23. April 1615 verbot den Christen unter Androhung von Beschlagnahme ihres Besitzes bis zur Todesstrafe, Juden zu beherbergen oder auch nur mit ihnen zu kommunizieren.
Ludwig XIV. vertrieb die Juden im Jahre 1683 von der neu erworbenen Kolonie Martinique auf andere karibische Inseln. Auch als das Elsass und Lothringen dem Königreich eingegliedert wurden, neigte er zu einer Umsiedlung der jüdischen Gemeinde Frankreichs in ebendieses Gebiet, war aber schnell vom finanziellen Vorteil der bestehenden Situation überzeugt worden. Am 25. September 1675 benachrichtigte er sie daher darüber, dass sie von nun an unter spezieller Protektion standen. Freilich bewahrte sie das nicht vor allerlei Erpressung und schlechter Behandlung – die soziale Position der Juden blieb nicht anders als jene in Österreich beispielsweise.

## Anfänge der Emanzipation
Im Laufe des 18. Jahrhunderts gewannen die Ideen der Aufklärung mehr Anhänger, daher änderte sich die Situation der Juden in Bezug allmählich. Ein Gefühl von Toleranz begann sich zu verbreiten, das die nach wie vor existenten legislativen Ungerechtigkeiten kompensierte. Behörden sahen oft über Verletzungen des Ediktes der Verbannung hinweg, auch wurden Siedlungen von portugiesischen und deutschen Juden in Paris geduldet. Cerf Beer, ein Jude aus Medelsheim, der sich in der Versorgung der französischen Armee profiliert hatte, nahm bis zur Zeit Ludwig XVI. die Position des Dolmetschers der Juden ein. Der Minister Malesherbes berief eine Kommission angesehener Juden ein, um Wege zu finden, die Situation ihrer Glaubensgenossen zu verbessern. Dies trug bereits 1784 Früchte, als die entwürdigende Kopfsteuer abgeschafft und die Bewilligung der freien Platzwahl innerhalb Frankreichs erlassen wurde.
Die Judenfrage gewann auch im Denken der späteren Revolutionäre Mirabeau und Henri Grégoire an Bedeutung. Ersterer machte auf einer diplomatischen Reise nach Preußen mit dem Aufklärer Moses Mendelssohn und dessen Lehre, der Haskala, Bekanntschaft. Zusammen arbeiteten sie an der Emanzipation der Juden, und Mirabeau verfasste das Pamphlet Über Moses Mendelssohn, über die politische Reform der Juden (Sur Moses Mendelssohn, sur la reforme politique des juifs, London 1787), in dem unter anderem die Argumente deutscher Antisemiten wie Johann David Michaelis angefochten wurden und volle Staatsbürgerschaft für Juden gefordert wurde. Es griff sowohl Schriften gegen als auch für Juden an, und so wuchs das öffentliche Interesse Frankreichs an dem Thema stetig. Selbst die königliche Gesellschaft der Wissenschaft und Künste in Metz bot eine Auszeichnung für jenen Artikel an, der die Frage, mit welchen Mitteln man die französischen Juden glücklicher und nützlicher machen konnte, am geschicktesten löste. Der Versammlung wurden schließlich neun Artikel vorgelegt, von denen nur zwei gegen die Juden gerichtet waren.

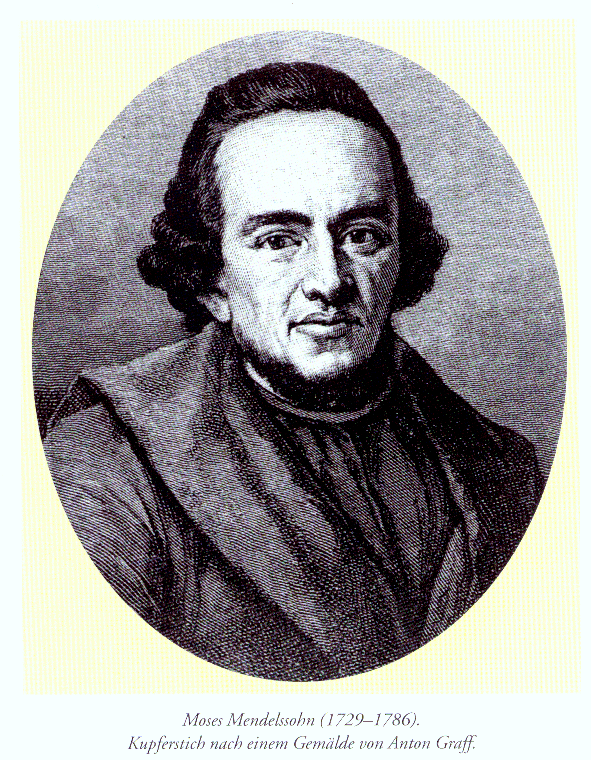
Moses Mendelssohn (1729–1786)
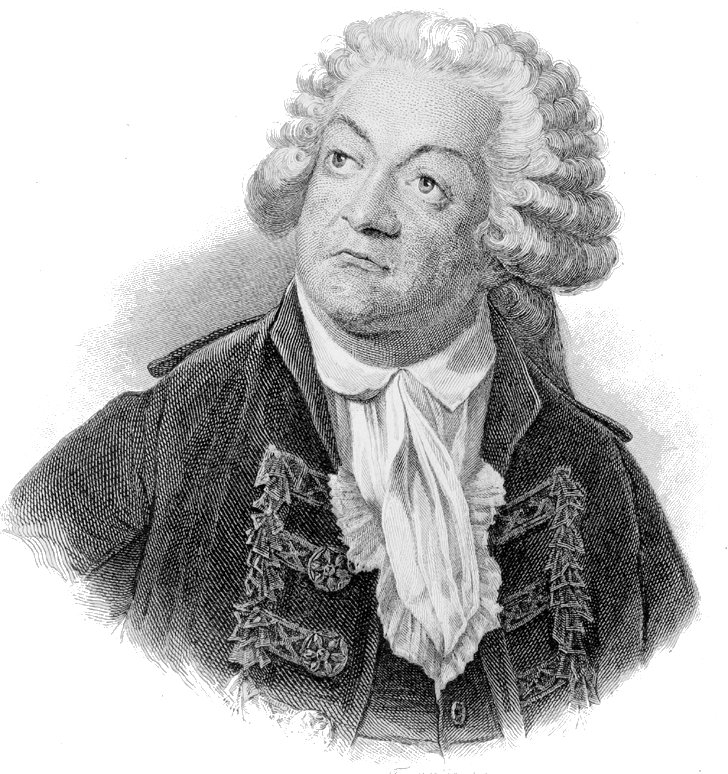
Gabriel de Riqueti, Graf von Mirabeau (1749–1791)
Henri Grégoire (1750–1831)

## Die Französische Revolution
Im Jahr 1789 brach die Französische Revolution aus, erst in der Ständeversammlung in Versailles, dann in Paris, weiteren Zentren und auf dem Land.

### Juden in der Revolution
Die Revolution mündete in einige Gewaltakte den Juden gegenüber, der Mob attackierte häufig deren Wohnviertel. Manche Juden waren zur Flucht gezwungen, z. B. aus dem Elsass nach Basel. Vor der Assemblée nationale skizzierte der Abbé Grégoire ein düsteres Bild und forderte zugleich eine umgehende Emanzipation der Juden. Die Versammlung teilte die Entrüstung Grégoires, ließ jedoch die Frage einer Emanzipation unangetastet, eingeschüchtert durch Abgeordnete aus dem Elsass, vor allem durch Jean François Reubell Warnung, wenn Bürgerrechte den Juden zufielen, sei dies ein Signal für deren Auslöschung im Elsass. Am 22. Dezember 1789 flammte die Debatte, ob allen Bürgern ohne Rücksicht auf ihren Glauben das Amt des Beamten eröffnet werden sollte, wieder auf. Mirabeau, der Graf von Clermont-Tonnerre und der Abbé Grégoire bemühten sich mit aller Sprachgewalt um die Emanzipation; aber die wiederholten Unruhen im Elsass und der stete Widerstand der Abgeordneten dieser Provinz verschoben erneut eine Entscheidung, ebenso war der Klerus dagegen, wie der Bischofs von Nancy, Pater Maury u. a.
Die Forderungen im Namen der Juden wurden umgestellt, Graf Stanislas de Clermont-Tonnerre brachte es auf den Punkt: „Den Juden als Nation muss man alles verweigern; als Individuen muss man ihnen alles zugestehen.“ So lebten die Aschkenasim im Norden Frankreichs gleichsam wie eine Nation in der Nation: Sie hatten eine eigene Verwaltung, Gerichtsbarkeit und folgten neben den französischen Gesetzen auch den eigenen. Die meisten sprachen leidlich Französisch und verständigten sich hauptsächlich auf Elsässerdeutsch oder Jiddisch.
Einzig jene Juden, die bisher alle Bürgerrechte als eingebürgerte Franzosen genossen, wurden durch eine Mehrheitsentscheidung der Nationalversammlung am 28. Januar 1790 als vollwertige Bürger anerkannt: Davon profitierten vor allem die Sephardim in den südlicheren Gebieten Frankreichs. Dieser Teilerfolg machte den Juden der deutschen Distrikte neue Hoffnung und stärkte ihren Kampf um Gleichberechtigung. Sie konnten den Advokaten Godard für sich gewinnen, der beträchtlichen Einfluss in Paris genoss. Dank seiner Anstrengungen begannen einflussreiche Persönlichkeiten für die Sache der Juden auszusprechen; der Abt Malot wurde von der Generalversammlung der Kommune zur Nationalversammlung entsandt, um dort deren Interessen zu vertreten. Die schwerwiegenden Konflikte, die anhaltenden Konflikte im Elsass und die nach wie vor starken Verbindungen zum Klerus behinderten die Vorstöße der Juden und ihrer Verbündeten vor der Versammlung.
Wenige Tage vor der Auflösung der Nationalversammlung (27. September 1791), bestieg ein Mitglied des Parlaments und der Jakobiner, Adrien Duport, die Rednertribüne und sprach:

„Ich bin davon überzeugt, dass die Freiheit des Gottesdienstes die Unterscheidung der politischen Rechte der Bürger aufgrund ihres Glaubens verbietet. Die Frage über die politische Existenz der Juden wurde verschoben. Dennoch wird den Türken, den Muslimen und den Anhängern aller Sekten zugestanden, politische Rechte in Frankreich zu genießen. Ich fordere, dass die Anträge nach Verschiebung zurückgezogen werden und ein Dekret verabschiedet wird, auf dass die Juden in Frankreich die Privilegien der vollwertigen Bürgerschaft genießen.“

Diese Aussage erhielt starken Applaus. Jean François Reubell, einer der schärfsten Gegner der jüdischen Emanzipation, bemühte sich, die Begeisterung zu dämpfen, wurde jedoch von Regnault de Saint-Jean, dem Präsidenten der Versammlung, unterbrochen; dieser äußerte, dass jeder, der sich diesem Gesuch entgegenstelle, zur Ordnung gerufen werde, da er sich damit gegen die Verfassung selbst stelle. Das Dekret wurde erlassen.
Vor der Revolution durften Juden nur in wenigen Regionen leben: Hauptsächlich im Osten, Elsass und Lothringen, die bis zum 17. Jahrhundert zum Heiligen Römischen Reich gehörten, Flüchtlinge aus Spanien in der Region von Bordeaux und Bayonne und im Südwesten in den Regionen Avignon und Nizza, die vor der Revolution nicht zu Frankreich gehörten. Diese Beschränkungen fielen mit der Revolution, die Juden konnten sich überall niederlassen, auch in den großen Städten wie Paris, Lyon, Marseille und Toulouse. Besonders nach der Machtergreifung Napoleons 1799 zogen viele Juden aus den Dörfern in die Städte. Zu Beginn des 19. Jahrhunderts findet man Juden in zwei Dritteln der Departements, allerdings oft nur einige Dutzend Familien.
Die Auswirkungen der Terrorherrschaft auf die Juden kann am Beispiel des Elsass gezeigt werden. Am 10. Oktober 1793 wurde das Revolutionäre Gericht (tribunal révolutionnaire) in Straßburg installiert. Am 31. Oktober wurde die neue Institution der Propaganda gegründet, welche am 20. November den Kult der Vernunft (cult de la raison) als neue Religion ausrief. Jede andere Religionsausübung wurde verboten, insbesondere kirchliche Taufen, Heiraten u. a., die Kirchen, Tempel und Synagogen wurden geschlossen. Die Juden wurden des Verrats bezichtigt, man wollte sie durch eine „Regeneration durch die Guillotine“ (régénération guillotière) heilen. Vier Tage nach der Proklamation des Kults der Vernunft wurden die Oberhäupter der israelischen Gemeinde in Straßburg verhaftet, darunter Cerf Beer. Der Anklagevertrer verlangte die Verbrennung (auto-dafé) aller Kultbücher und den Gebrauch des Hebräischen zu verbieten. Im Jahr 1792 wurde verordnet, dass alle Personenregister der Kirchen bei den zivilen Gemeindeverwaltungen abgeliefert werden müssen. Viele kleine jüdischen Gemeinden führten keine Bücher, dies wurde als Missachtung des Gesetzes ausgelegt. Juden, die in keinem Register verzeichnet waren, wurden verfolgt. Nach dem Sturz Robespierres im August 1794 besserte sich die Situation wieder.

### Napoleon I.
Vor der Revolution übten die meisten Juden nur wenige Berufe aus: Hausierer, Viehhändler, Geldverleiher, da ihnen die meisten Berufe verschlossen waren. Da sie kein Land erwerben konnten, blieb ihnen auch der Bauernstand verwehrt. All dies änderte sich mit der Revolution. Zusätzlich wurden sie zur Armee eingezogen, einige machten dort Karriere. So wurde Marc François Jérôme Wolff 1808 zum Oberst befördert.
Während Napoleons Feldzug in Palästina veröffentlichte die Regierungszeitung Moniteur im Mai 1799 die Information, Napoleon habe dort ein Manifest erlassen, das den Juden die Rückkehr in ihr Land versprach. Viele europäische Zeitungen gaben diese Information wieder, doch wird heute in Frage gestellt, ob Napoleon dies wirklich getan hat.
1807 wurde in Frankreich die neuen Regeln für das Zusammenleben von Juden und Christen diskutiert, z. B. gemischte Ehen, auch einige Gesetze der Nationalversammlung wurden von der jüdischen Gemeinschaft kritisiert, da sie einige religiöse Privilegien der Juden abschafften. Napoleon entschloss sich, einen Sanhedrin einzuberufen. Dieser tagte vom 9. Februar bis zum 9. März 1808 in Paris und bestand aus 71 Mitgliedern. Den Vorsitz hatte der Rabbiner David Sinzheim. Das Ergebnis waren zwei Dekrete vom 17. März 1808, die die Stellung der Juden und ihrer Konsistorien festlegten. Die wirtschaftliche Tätigkeit und die Bewegungsfreiheit der Juden in den östlichen Provinzen des Reiches wurden für einen Zeitraum von zehn Jahren eingeschränkt, die Juden nannten es das „schändliche Dekret“.
Eines der Ergebnisse des Sanhedrin war das Consistoire central israélite als zentrale Vertretunginstanz der französischen Juden gegenüber dem Staat, das bis 1905 Bestand hatte, im Elsass und Teilen Lothringens bis heute (2022). Ab 1808 wurde ein Gebet für die Französische Republik in den jüdischen Gottesdienst aufgenommen: „Dieu Éternel...bénis et protège la République française et le Peuple français“ (Ewiger Gott... segne und beschütze die Französische Republik und das französische Volk).

## Nach der Restauration

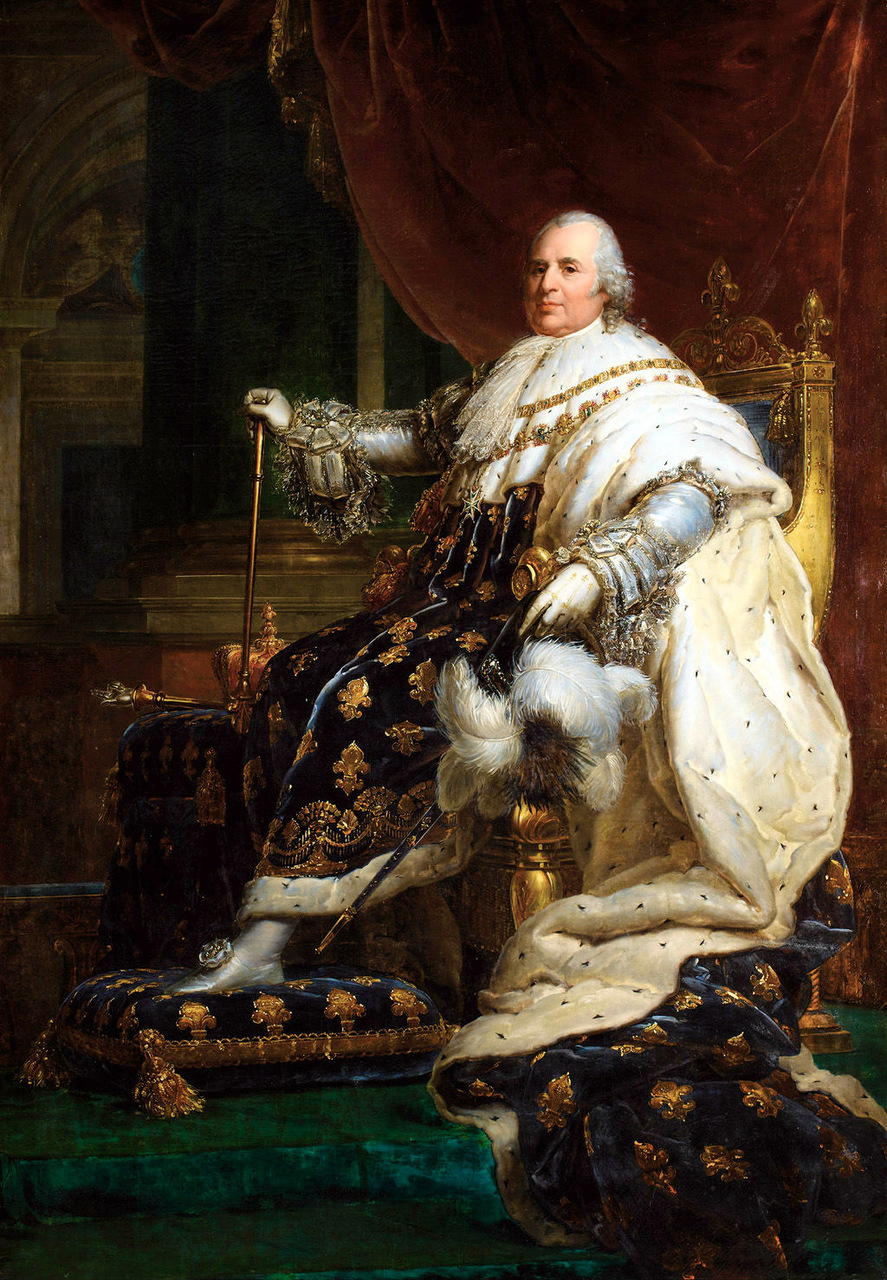
König Ludwig XVIII.

Die Restauration durch Ludwig XVIII. änderte die politische Lage der Juden nicht. Ihre Gegner wurden in der Hoffnung, die Reformen während der Revolution mit dem Wiederaufleben der Bourbonen rückgängig zu machen, bald enttäuscht. Juden besetzten bereits hohe Positionen im Militär und in der Rechtspflege, in Kunst und Wissenschaft.
1849 fand man bei Bauarbeiten in Paris einen alten jüdischen Friedhof mit Stelen, von denen einige mit hebräischen Inschriften verziert waren, die einzigen Stelen, die man auf französischen Friedhöfen fand. Sie sind im Musée d’art et d’histoire du Judaïsme (Museum der jüdischen Kust und Geschichte) in Paris ausgestellt.

### Staatliche Anerkennung
Obwohl der Staat das Judentum als legitime Relition anerkannte, mussten die Juden für Sympathie unter den Ministern sorgen, während die katholische und protestantische Kirche ohne weiteres von der Regierung gestützt wurden. Der Unterrichtsminister stellte am 13. November 1830 den Antrag, das Judentum auf dasselbe rechtliche Fundament mit den Kirchen zu stellen, vor allem was die Unterstützung der Synagogen betraf. Begleitet wurde dieser Antrag durch Komplimente den Juden gegenüber, „die“, so der Minister, „sich seit der Beseitigung ihrer Behinderungen durch die Revolution den ihnen verliehenen Privilegien als würdig erwiesen haben.“ Im Januar 1831 wurde der Antrag durch eine Mehrheit von 89 zu 57 Stimmen durchgesetzt und am 8. Februar von König Ludwig Philipp ratifiziert, der bereits seit Amtsantritt eine Gleichstellung des Judentums gegenüber den anderen Glaubensrichtungen anstrebte. Kurz darauf wurde die rabbinische Akademie Séminaire israélite de France, gegründet 1829 in Metz, als Institution anerkannt und erhielt fortan staatliche Unterstützung. Ebenso erließ die Regierung zahlreiche Schulden, die sich die jüdische Gemeinde noch vor der Revolution aufgeladen hatte.

### Assimilierung und neuer Antisemitismus

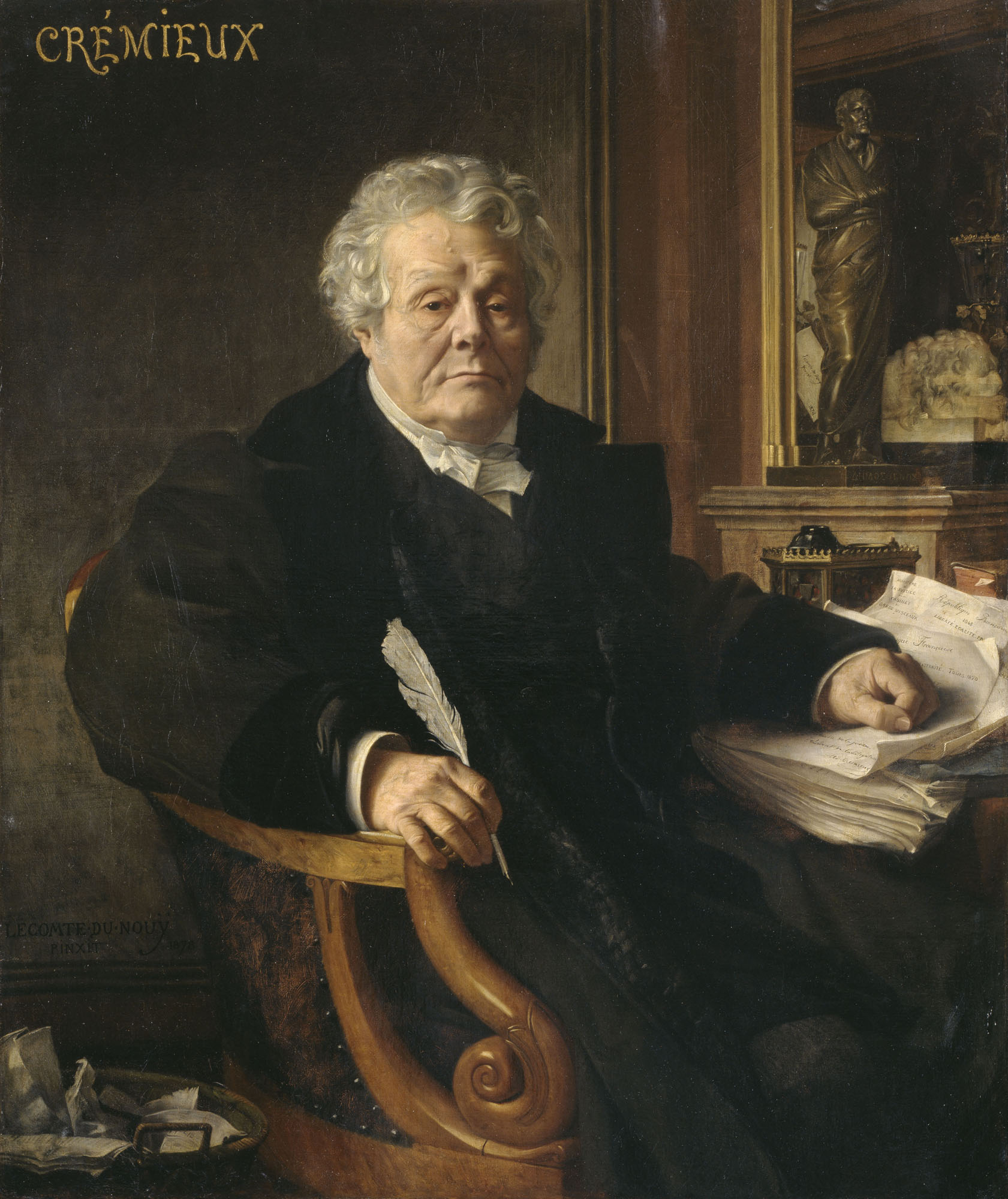
Adolphe Crémieux

Trotz Gleichstellung in allen Belangen den Christen gegenüber und trotz wiederholter Proteste der Rabbiner und des jüdischen Rates mussten Juden den ungeliebten Schwur More Judaico leisten, eine diskriminierende juristische Praxis, welche sie zu einem speziellen Eid vor Gericht zwang. Nur dank einer Rede des jüdischen Advokaten und späteren Justizministers Frankreichs Adolphe Crémieux, der vor dem Gerichtshof in Nîmes einen Rabbiner verteidigte, der den Eid verweigert hatte, und einer überzeugenden Abhandlung eines prominenten christlichen Advokaten Martin lenkte der höchste Gerichtshof (Cour de Cassation) ein und entfernte 1846 dieses letzte Überbleibsel mittelalterlicher Gesetzgebung.
Schnell gewannen viele Juden an Wohlstand und Ansehen. Trotz der in einigen sozialen Schichten Frankreichs tief verwurzelten Vorurteile ihnen gegenüber besetzten viele jüdische Franzosen hohe Positionen in der Gesellschaft.
Am 24. Oktober 1870 wurde den Juden der damaligen französischen Kolonie Algerien durch das Décret Crémieux die französische Staatsbürgerschaft verliehen. Den Einwohnern der anderen französischen Protektorate im Maghreb wie Marokko und Tunesien blieb dieses Recht verwehrt.

#### Antisemitismus und die Dreyfus-Affäre

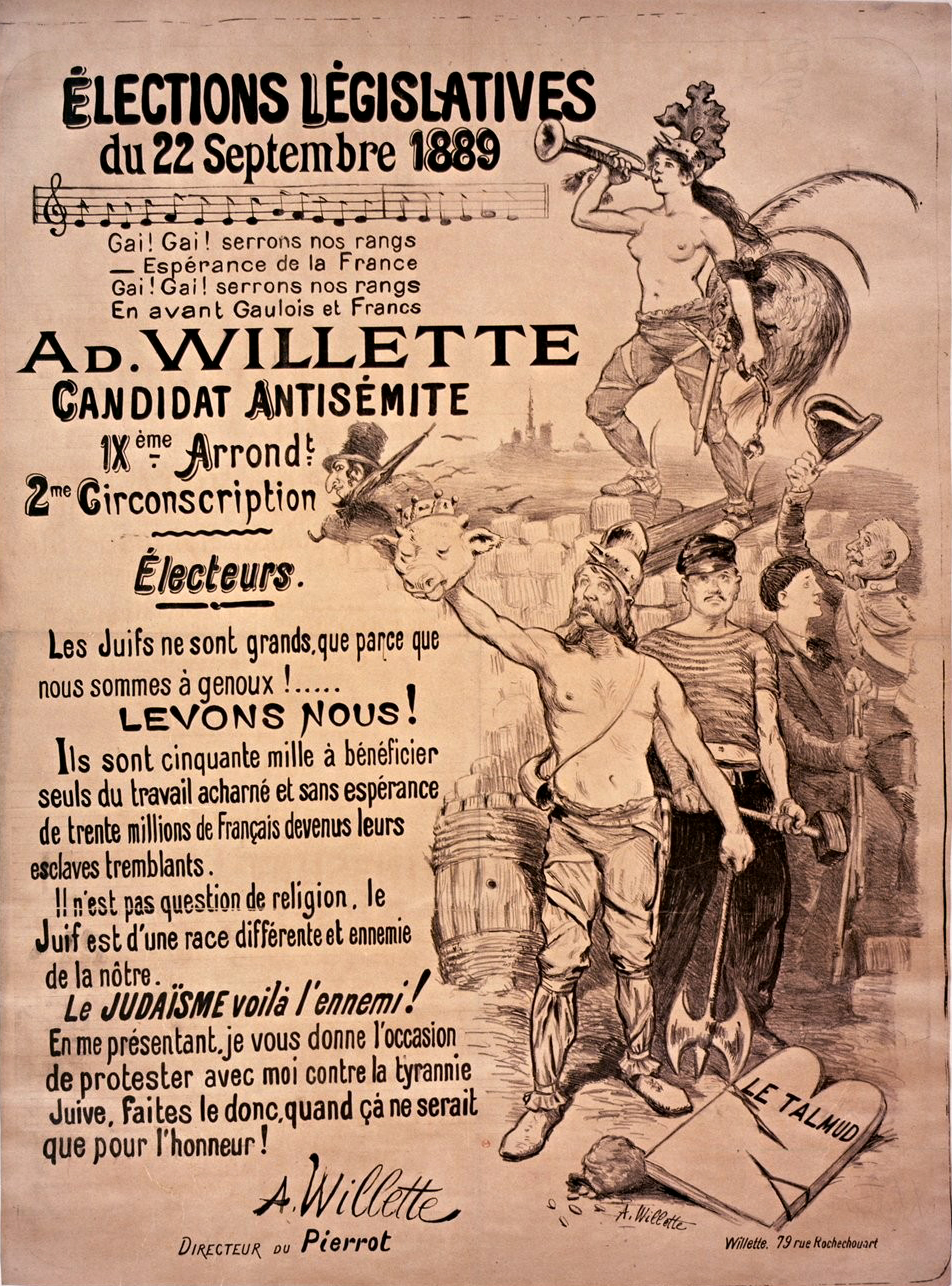
Wahlplakat eines Antisemiten zur Parlamentswahl 1889

Im letzten Jahrzehnt des 19. Jahrhunderts suchten die Republikfeinde ihren Rückhalt in antisemitischer Agitation. Die Juden wurden von ihnen des Verfalls Frankreichs und all der Vergehen, die beispielsweise der Fantasie eines Édouard Drumont entspringen konnten, bezichtigt. Weil die Beschuldigten sich vielfach nicht zu den Anschuldigungen äußerten, begannen große Teile der Bevölkerung an deren Schuld zu glauben.
Das Vorgehen gegen jüdische Offiziere gipfelte in der Dreyfus-Affäre: Der aus dem Elsass stammende jüdische Artilleriehauptmann Alfred Dreyfus wurde des Landesverrats bezichtigt und 1894 zu lebenslanger Verbannung verurteilt. Die Debatten um seine Schuld bzw. Unschuld wirkten sich auf die französische Innenpolitik aus und polarisierten die französische Gesellschaft, in der eine antisemitische Haltung nicht überwunden schien. Die wechselhafte Akzeptanz von Juden in den oberen Kreisen der Pariser Gesellschaft gehört zu den Leitmotiven des siebenteiligen Romans Auf der Suche nach der verlorenen Zeit von Marcel Proust, dessen Mutter, eine Nichte von Crémieux, einer Familie von jüdischen Unternehmern und Literaten entstammte.

## Im 20. Jahrhundert

### Vor dem Zweiten Weltkrieg
Anfang des 20. Jahrhunderts hatte sich die soziale Situation der Juden Frankreichs bemerkenswert verbessert. Frankreich wurde von einer großen Welle von Immigranten erfasst, die größtenteils den Pogromen in Osteuropa gewichen waren. Während des Ersten Weltkriegs stoppte diese Bewegung kurzzeitig, setzte sich dann aber wieder fort. Juden hatten sich im Krieg aufseiten Frankreichs Ansehen erarbeitet und auch in Kunst und Kultur waren Juden prominent besetzt – Camille Pissarro, Amedeo Modigliani, Chaim Soutine und Marc Chagall sind nur einige jüdische Künstler am Anfang des 20. Jahrhunderts.
In der Politik stechen besonders Pierre Mendès France und Léon Blum hervor. Blum war der erste jüdische Premierminister Frankreichs in den 1930er Jahren. Sein Amtsantritt sorgte für Empörung innerhalb der extremen Rechten im Parlament wie innerhalb der ihr zugehörigen Verbände. Dieser wiedererstarkte Antisemitismus sollte sich halten und unter deutscher Besatzung vollends entladen.
Das Aufkommen des Zionismus ab den 1920er Jahren spaltete die jüdische Gemeinde Frankreichs. Die meist älteren Traditionalisten waren dagegen, die meist jüngeren Liberalen unterstützten ihn. Die Traditionalisten waren froh, endlich als vollwertige französische Bürger anerkannt zu sein und fürchteten, dass sie als „Franzosen zweiter Klasse“ betrachtet würden, wenn sie eine zweite Nationalität, eben die „nationalen Heimstätte in Palästina für das jüdische Volk“, unterstützen würden. Es handelte sich auch um einen Generationenkonflikt. Er wurde dadurch gelöst, dass beide Seiten aufeinander zugingen. Die Zionisten legten mehr Wert auf die jüdischen Traditionen und Religion und lernten z. B. Hebräisch, die Traditionalisten unterstützen die zionistische Bewegung ideell und finanziell. Es entstanden „fermes-écoles“ (Schul-Bauernhöfe), in denen Juden auf die Auswanderung nach Palästina vorbereitet wurden.

### Schoa während des Zweiten Weltkriegs
Am 14. September 1939, zwei Wochen nach Beginn des deutschen Überfalls auf Polen, ordnete die französische Regierung Daladier III an, dass alle Männer zwischen 18 und 55, die „feindlichen Nationen“ angehörten, in Sammellagern (« camps de concentration ») interniert werden sollten. Deutsche Juden, die nach Frankreich geflüchtet waren, wurden nicht davon ausgenommen.
Internierungen im von Deutschland und Italien besetzten Frankreich und in Vichy

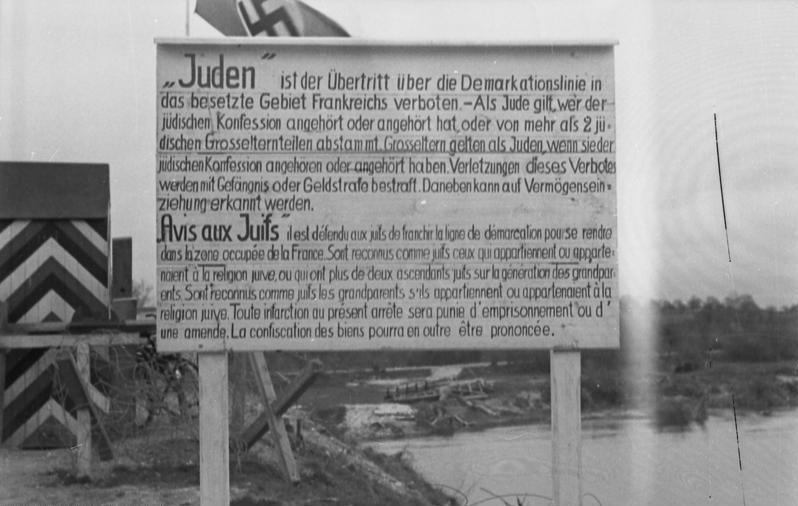
Juden durften die Demarkationslinie nicht passieren

Am 22. Juni 1940 wurde der Waffenstillstand Hitlerdeutschlands mit dem besiegten Frankreich (de facto eine Kapitulation) unterschrieben. Der greise Marschall Philippe Pétain rief im Juli 1940 in Vichy einen „Staat“ aus, der den von der Wehrmacht unbesetzten Teil Frankreichs umfasste (ca. 40 % des Territoriums). Der nördliche und westliche Teil stand unter deutscher Militärverwaltung. Elsass und Lothringen wurden dem Reich angeschlossen. Die nordafrikanischen Kolonien unterstanden vorerst weiter dem Vichy-Staat. Hauptartikel: Deutsche Besetzung Frankreichs im Zweiten Weltkrieg
Die deutsche Militärverwaltung, die von Botschafter Otto Abetz beraten wurde, erließ am 27. September 1940 mit Zustimmung Hitlers eine Verordnung, die den Beginn der „scheinlegalen“ Judenpolitik markierte:
- Verbot jüdischer Rückwanderung über Demarkationslinie nach besetztem Frankreich,
- Meldepflicht im besetzten Gebiet ansässiger Juden,
- Kenntlichmachung jüdischer Geschäfte im besetzten Frankreich,
- Einsetzung von Treuhändern für jüdische Geschäfte, Wirtschaftsbetriebe, Lagerbestände und Warenhäuser, deren Besitzer geflohen sind.[30]

Deutsche und italienische Besatzungszonen sowie Vichy-Frankreich

Italien trat unter Mussolini in den Krieg ein und erhielt von 1940 bis 1943 eine eigene Besatzungszone im Südosten Frankreichs mit dem Zentrum Nizza. Die italienischen Behörden schützten die Juden dank des italienischen jüdischen Bankiers Angelo Donati, des Kapuzinerpaters Marie-Benoît und des Dubouchage-Komitees. Tausende von Juden wurden in der Gegend von Vence und Saint-Martin-Vésubie vorübergehend zum Schutz weg von der Küste im alpinen Landesinnern in Obhut genommen. Marschall Ugo Cavallero, Generalstabschef der italienischen Armeen, missbilligte im November 1942 bestimmte Aspekte der deutschen Politik, insbesondere gegenüber den Juden. Er sagte den Deutschen: „Gewalt gegen Juden ist mit der Ehre der italienischen Armee unvereinbar.“ Nach der italienischen Kapitulation besetzten die Deutschen die italienische Zone und begannen mit einer forcierten Deportation von Juden.
Die Macht des Vichy-Regimes war beschränkt. Auf Grund einer Verordnung des deutschen Militärbefehlshabers vom 27. September 1940 begannen französische Institutionen ab Oktober mit gezielt antijüdischen Maßnahmen. Ein Gesetz hinderte Juden am Umzug vom Wohnort und beschränkte ihren Zugang zu öffentlichen Plätzen und mehreren Berufen (Lois sur le statut des Juifs vom 3. Oktober 1940, Berufsverbote und die Ausübung der meisten öffentlichen Ämter) auf der Basis einer rassistischen Definition der Bevölkerungsgruppe. Die Bestimmungen wurden auf die Kolonien in Französisch-Nordafrika übertragen. Grundlage war die Aufhebung des Décret Crémieux am 7. Oktober 1940, das seit 1870/71 die staatsbürgerliche Gleichheit der Juden in Algerien gesichert hatte.
Das Gesetz, eigentlich eine Verordnung des Vichy-Regimes, bestimmte, dass « les ressortissants étrangers de race juive » (deutsch: „ausländische Staatsangehörige jüdischer Rasse“) in Internierungslagern (wie etwa im Camp de Gurs) gefangengehalten werden sollten. Vor dem Kriegsbeginn waren viele Juden von Deutschland nach Frankreich geflüchtet. Am 22. Oktober 1940 deportierte Berlin 15.000 deutsche Juden aus dem Rheinland in Internierungslager an den Pyrenäen. Die erste Aushebung von 3700 im Ausland geborenen Juden, meist geflohenen Deutschen und eingewanderten Polen; fand am 14. Mai 1941 in Paris statt. In Drancy bei Paris wurde ab dem 20. August 1941 aus einem Kriegsgefangenenlager ein Sammellager für Juden eingerichtet.
Im März 1941 richtete das Regime in Vichy ein „General-Kommissariat zu jüdischen Fragen“ (Commissariat Général aux Questions Juives) ein, welches antisemitische Propaganda und den Raub jüdischen Eigentums betrieb (auch in Frankreich wurden Formen der enteignungsgleichen Arisierung betrieben). Es erstellte Karteien zur Zählung der Juden im Vichy-Frankreich, was durch das „Zweite Statut“ vom 2. Juni 1941 näher bestimmt wurde und die Administration der judenfeindlichen Politik unterstützte. Das General-Kommissariat kooperierte mit der Gestapo und bereitete die Verschleppung französischer Juden in Vernichtungslager vor. Die Deportationen, die sich ab 1942 mit dem ersten Transport von Drancy nach Auschwitz-Birkenau am 27. März intensivierten und nach der Rafle du Vélodrome d’Hiver (Razzia in Paris) des 16. und 17. Juli 1942 auch Frauen und Kinder betrafen, wurden nach deutschem Befehl vor allem durch die französische Polizei durchgeführt.

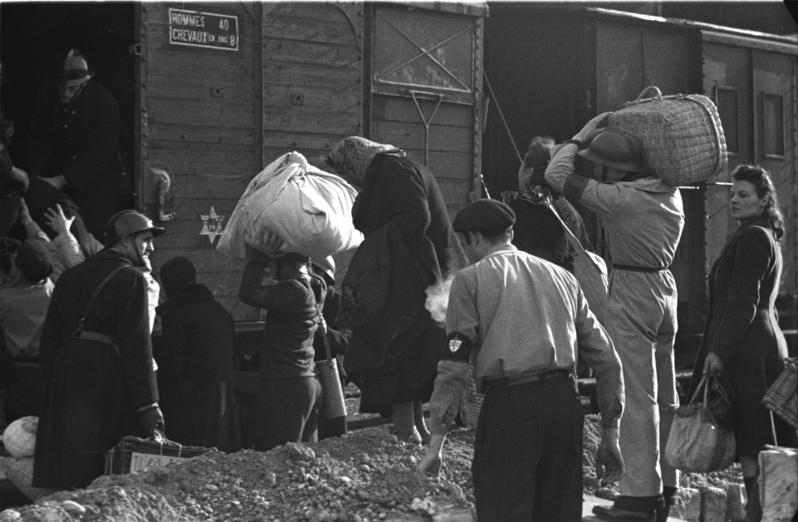
Deportation in Marseille am Güterbahnhof Gare d’Arenc unter Bewachung des SS-Polizeiregiments Griese und französischer Polizei am 24. Januar 1943, Aufnahme einer Propagandakompanie

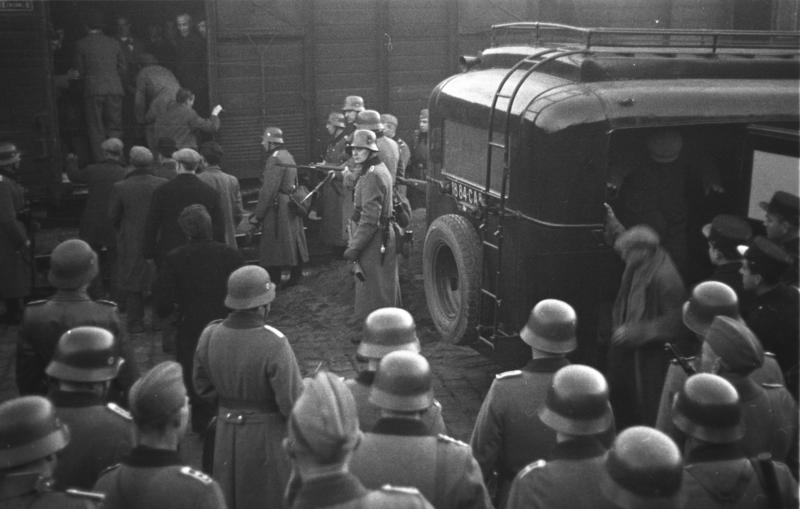
Deportation in Marseille am Güterbahnhof Gare d’Arenc unter Bewachung des SS-Polizeiregiments Griese und französischer Polizei am 24. Januar 1943, Aufnahme einer Propagandakompanie. (Weiteres Bild unter Hans-Gustav Felber)

Die französische Administration setzte skrupellos die judenfeindliche Gesetzgebung in Verwaltungshandeln um und lieferte die in französischen Lagern internierten ausländischen Juden aus. Sie trägt eine Mitschuld an der Ermordung zehntausender Juden im Rahmen des Holocaust.

#### Widerstand und jüdische Organisationen
1942 und 1943 förderten Widerstandskämpfer im Untergrund Frankreichs den S.E.R.E. (Service d’Evacuation et de Regroupement d’Enfants – Dienst der Evakuierung und Umgruppierung von Kindern), eine Vereinigung, die sich dem Wohl jüdischer Kinder verschrieb. Die Kinder, die von Verhaftung und Deportation bedroht waren, fanden bei Familien und nichtjüdischen Institutionen Schutz. Im September 1944 übernahm die OPEJ (Œuvre de protection des enfants juifs – Werk des Schutzes jüdischer Kinder) als Rechtsnachfolger die Rettung jüdischer Kinder, Waisen, deren Eltern deportiert worden und/oder verschwunden waren.
Während der deutschen Besatzung existierten zwei Organisationen der Juden in Frankreich: Die Union générale des israélites de France (UGIF/Allgemeine Union der Israeliten Frankreichs), das von der Besatzungsmacht eingesetzt war, und das Conseil représantif des israélites de France (CRIF/Repräsentativer Rat der Israeliten Frankreichs), gegründet vom jüdischen Konsistorium, Zionisten und jüdischen Kommunisten. Die UGIF arbeitet mit den deutschen Behörden zusammen, versuchte aber, möglichst vielen Juden die Flucht zu ermöglichen. Da sie detaillierte Listen der jüdischen Bewohner der Regionen führten, beschlagnahmten die Besatzer diese Listen und nutzen sie bei der Verfolgung der Juden. 1943 wurde sämtliche Mitglieder der UGIF verhaftet, in Drancy interniert und in Auschwitz ermordet. Die CRIF arbeitete mit der Résistance zusammen und wurde selbst verfolgt. Die oben erwähnten jüdischen Hilfsorganisationen wurden von ihr unterstützt und es gelang, vielen Juden zur Flucht zu verhelfen oder sie zu verbergen.
Erwähnt sei René Carmille: Während der Besatzungszeit schuf er den Service national des statistiques (Nationales Statistikamt) und wusste, wie sehr Lochkartentechnik die Verwaltung effizienter machte. Er leistete passiven Widerstand (z. B. Verzögerung der Datenerfassung), wurde deshalb im Februar 1944 ins KZ Dachau deportiert und starb dort am 25. Januar 1945 an Typhus. Andere Beispiele von Widerstand gegen die Verbrechen der Deportation umfassen Madeleine Barot, die in der Gegend von Lyon im August 1942 ca. 100 Kinder rettete, oder die Region um Le Chambon-sur-Lignon, einem Ort in Südwestfrankreich, in denen sehr viele Juden während der Shoa von ortsansässigen Protestanten versteckt wurden. Diejenigen Franzosen, die jüdische Mitbürger vor der Verfolgung und Deportation schützten und dabei oft ihr Leben aufs Spiel setzten, werden seit 2007 kollektiv als Les Justes de France („Die Gerechten Frankreichs“) im Panthéon, der nationalen Ruhmeshalle Frankreichs, geehrt.

#### Besetzung der italienischen Zone und Ende von Vichy (1943/44)
Bereits im November 1942 nach der alliierten Landung in Nordafrika (Operation Torch) wurden Vichy-Frankreich von den Deutschen und den Italienern besetzt und die französische Armee entwaffnet, die Regierung Pétain blieb aber formell im Amt. Im September 1943 übernahm die Wehrmacht auch die Kontrolle in der von Italien besetzten Zone, wo Juden bis dahin weitgehend verschont geblieben waren und wohin sie daher auch von Vichy flohen, und in Italien selbst (Fall Achse: Besetzung Italiens nach dem Sturz Mussolinis). Die Ausweitung des deutschen Einflusses ging mit intensiveren Hetzjagden gegen Juden einher, die am 10. September 1943 in Nizza begannen. Es hatte sich ein kleiner jüdischer Widerstand entwickelt, dem man mit der Bildung der Milice française entgegenwirken wollte. Der französische Widerstand, der viel dagegen unternahm, konnte die Konvois in die Vernichtungslager nicht stoppen. Am 31. Juli 1944 verließ ein letzter Deportationszug das Sammellager Drancy. Bald darauf wurde Nordfrankreich zügig von westalliierten Truppen befreit, die im Juni 1944 in der Normandie gelandet waren. Mitte August 1944 landeten westalliierte Truppen an der an Côte d’Azur (Operation Dragoon); sie zogen zügig Richtung Norden. Die Vichy-Regierung wurde in den deutschen Südwesten ins Hohenzollernschloss verlagert.

#### Bilanz
Zwischen 1942 und Juli 1944 wurden fast 76.000 Juden in Vernichtungslager deportiert; von ihnen überlebten nur etwa 2.500 (3,3 Prozent). Das Lager Drancy bei Paris war das zentrale Sammellager für die Juden, die von dort nach Polen und Osteuropa deportiert wurden. Ausgelegt für 700 Menschen, waren dort 1940 bis zu 7.000 Menschen zusammengepfercht.
1939 hatten etwa 300.000 Juden in Frankreich gelebt; etwa ein Viertel davon wurde umgebracht. Diese Quote ist deutlich niedriger als die in anderen von Deutschland besetzten Ländern.
Die französische Regierung erkannte erst 1995 (durch Staatspräsident Jacques Chirac) offiziell die Verantwortung Frankreichs für die Durchführung der Verfolgungsmaßnahmen an. Zuvor wurden solche Äußerungen von vielen unterlassen (Tabu) oder waren unterbunden worden, bis hin zur Zensur von Filmen und Bildern, auf denen Vichy-Personal (insbesondere Gendarmen) beim Zusammentreiben von Juden zu sehen war. Viele Franzosen wurden damals Zeuge von Verbrechen an Juden (Enteignung, Entrechtung, Zusammentreiben bzw. Festnahme, Transport in Sammellager). Die Akteure hatten keine Veranlassung, dabei heimlich vorzugehen. Viele Kollaborateure (insbesondere Hausmeister, Polizisten und Personal im Transportwesen) hatten offenbar kein Unrechtsbewusstsein. Einige Überlebende äußerten sich nach der Befreiung Frankreichs öffentlich zu ihrem Schicksal während der Besatzungszeit.

### Nach dem Zweiten Weltkrieg
Die Schoa und der Zweite Weltkrieg veränderten das Schicksal der französischen jüdischen Gemeinde für immer. Der überlebende Teil der französischen Juden wurde in den ersten Nachkriegsjahren durch 80.000 Juden verstärkt, die aus Mittel- und Osteuropa kamen und sich in Frankreich niederließen.
Von der Mitte der 1950er bis in die Mitte der 1960er Jahre wanderten geschätzt 300.000 sephardische Juden aus Algerien, Tunesien und Marokko in Frankreich ein. Die Einwanderung aus den nordafrikanischen Kolonien Frankreichs entwickelte sich parallel zu der Dekolonialisierung. Mit der Unabhängigkeit erlebte der arabische Nationalismus und sein Antizionismus einen starken Aufwind und verschlechterte die Situation für die dort lebenden Juden drastisch. Durch sie hat sich das Bild der jüdischen Gemeinde Frankreichs gänzlich geändert.
Die nordafrikanischen Juden genossen, da sie meist französischsprachig waren, bald eine soziale und ökonomische Integration und belebten so das französische Judentum von Neuem. Koschere Restaurants und jüdische Schulen entstanden, speziell während der 1980er Jahre. Ebenso entwickelte sich ein neues religiöses Selbstbewusstsein innerhalb der jungen Generation. Anders als die aschkenasischen Juden nahmen sich die Sephardim nicht als französische Bürger mit jüdischem Glauben wahr, sondern eher als französische Juden. Ihre kulturellen Zentren sind neben Paris und den Gemeinden der Île-de-France vor allem Marseille, Toulouse, Lyon und Straßburg.
Frankreich befürwortete und unterstützte die Gründung des Staates Israel politisch, militärisch und technisch. In der Sueskrise arbeitete die französische Luftwaffe mit Streitkräften Großbritanniens und Israels zusammen, um die Verstaatlichung des Sueskanals durch den ägyptischen Präsidenten Gamal Abdel Nasser rückgängig zu machen und diesen zu stürzen. Nach dem Sechstagekrieg 1967 schwenkte die Politik Frankreichs auf eine pro-arabische Linie um.
Am jüdischen Feiertag Simchat Tora des Jahres 1980 explodierte eine Bombe am Eingang der Synagoge im 16. Bezirk von Paris. Vier Menschen wurden getötet: eine Israelin und drei nicht jüdische Passanten. Der französische Ministerpräsident Raymond Barre sagte vor laufender Kamera jenen verhängnisvollen Satz, der das Leben der jüdischen Französen verändern sollte: Der verabscheuungswürdige Terroranschlag war gegen die Juden in der Synagoge gerichtet, traf aber unschuldige Franzosen, die die Rue Copernic überquerten.
Am 7. September 1995 verübte die algerische bewaffnete islamische Gruppe GIA ein Attentat auf eine jüdische Schule bei Lyon, nachdem bereits im August 1995 ein Sprengkörper vor einer jüdischen Schule im Lyoner Vorort Villeurbanne entschärft worden war.

## Im 21. Jahrhundert
Die Organisation Maison de la Culture Yiddish (Haus der jiddischen Kultur) hat es sich seit ihrer Gründung 2002 zur Aufgabe gemacht, die explizit jiddische Kultur Frankreichs zu bewahren.
Deren Bibliothek (die 1928/29 gegründete Medem-Bibliothek) enthält (Stand 2003) über 30.000 Werke und bietet zusammen mit der Bibliothèque de l’Alliance israélite universelle und der Bibliothèque du Séminaire israélite de France einen reichen Schatz an jüdischer Literatur in Paris an. Ebenfalls in Paris stellt das Musée d’art et d’histoire du Judaïsme (Museum für jüdische Kunst und Geschichte) Kunst und Geschichte der Juden in Frankreich aus.
2005 wurde das Mémorial de la Shoah in Paris eröffnet. Die israelische Tageszeitung Maariw veröffentlichte eine Studie des Pew Research Center, das die Sympathien verschiedener Länder gegenüber den dort ansässigen Juden untersuchte und ergab, dass 82 % der befragten Franzosen positive Einstellungen gegenüber Juden hatten. Damit belegte Frankreich den zweiten Platz.
Präsident Chiracs Zustimmung zu der US-amerikanischen Politik gegenüber dem Libanon und Syrien seit dem Attentat auf den Fahrzeugkonvoi von Rafiq al-Hariri im Februar 2005 leitete einen weiteren Wechsel in der Nahost-Politik Frankreichs ein.
Im Jahr 2012 fand man im Speicher der ehemaligen Synagoge von Dambach-la-Ville eine vergessene Geniza, die Dokumente bis zum 14. Jahrhundert zurück enthielt und besonders eine große Anzahl von Torawimpeln, die heute im Musée alsacien in Straßburg ausgestellt sind.
Im Jahr 2023 wurde Myriam Ackermann-Sommer als erste weibliche Rabbinerin der orthodoxen Richtung ordiniert. Vor ihr gab es schon sechs Rabbinerinnen in Frankreich, die aber alle der liberalen Richtung angehören.

### Antisemismus und Terrorismus
Antisemitische Zwischenfälle, vor allem von Islamisten, aber auch von rechtsextremen Gruppen stiegen seit der 2. Intifada und den Terroranschlägen am 11. September 2001 in den USA von jährlich drei bis vier gemeldeten antisemitische Fälle stark an. Laut Commission nationale consultative des droits de l’homme (CNCDH) lagen sie bei 601 Zwischenfällen im Jahr 2003 und stiegen auf 970 im Jahr 2004, eine Steigerung von 61 %. Die Zahl antisemitischer Übergriffe an Schulen verdreifachte sich in diesem Zeitraum beinahe. So brannte am 1. April 2002 die Synagoge in der südfranzösischen Hafenstadt Marseille nach einem Anschlag völlig nieder.
Am 21. Januar 2006 wurde der 23-jährige Ilan Halimi, ein französischer Jude marokkanischer Herkunft, in Paris entführt. Er wurde von einer Gruppe muslimischer Einwanderer über einen Zeitraum von 24 Tagen zu Tode gefoltert. Die brutale Ermordung und der Ablauf der Tat verursachte einen öffentlichen Aufschrei der Empörung.
Bei einem Anschlag in Toulouse am 19. März 2012 wurden vier Menschen vor einer jüdischen Schule getötet. Ermordet wurden der dreißigjährige Rabbiner Jonathan Sandler, dessen zwei kleine Kinder und die achtjährige Tochter des Schuldirektors. Alle Opfer waren sowohl französische als auch israelische Staatsbürger. Ein 17-jähriger Schüler wurde schwer verletzt.
Im Zusammenhang mit dem Anschlag auf Charlie Hebdo kam es am 9. Januar 2015 zu einer Geiselnahme in einem jüdischen Supermarkt im Osten von Paris, bei der vier jüdische Franzosen ermordet wurden.
In dem Bekennerschreiben der Terrororganisation Islamischer Staat zu den Terroranschlägen am 13. November 2015 in Paris ist ein Zitat aus dem Koran (Sure 59:2) vorangestellt, das sich auf die Vertreibung des jüdischen Stamms der Banū n-Nadīr im Jahr 627 durch Mohammed bezieht. Das Bataclan wurde vermutlich als Ziel ausgewählt, weil es bis kurz vor den Anschlägen jüdische Eigentümer hatte.
Am 4. April 2017 wurde Sarah Halimi, eine 65-jährige jüdische Französin und frühere Leiterin einer Vorschule, in ihrer Wohnung im 11. Pariser Arrondissement im Stadtviertel Belleville schwer misshandelt und anschließend aus dem Fenster des dritten Stocks gestoßen. Der Täter war ein muslimischer Einwanderer aus Mali, sein Motiv hatte einen antisemitischen Hintergrund. Am 23. März 2018 wurde die 85-jährige Mireille Knoll in ihrer Pariser Sozialwohnung mit mindestens elf Stichen ermordet und verbrannt. Die französische Polizei verhaftete zwei Verdächtige, einer ist ein 28-jähriger muslimischer Nachbar.
Die Zahl der antisemitischen Übergriffe in Frankreich ist nach Angaben der französischen Regierung in den ersten neun Monaten des Jahres 2018 um fast 70 Prozent gestiegen. Nach dem Terrorangrif der Hamas am 7. Oktober 2023 nahm die Zahl antisemitischer Bedrohungen und Übergriffe schlagartig zu.

## Jüdischer Einfluss auf Kultur und Literatur seit der Renaissance
Nach ihrer Blüte im 11. Jahrhundert verschwand die jüdische Kultur durch Verfolgung, Unterdrückung und Vertreibung aus Frankreich. Erst durch das wachsende Interesse an der Bibel, speziell dem Alten Testament, gewann sie wieder an Einfluss. 1530 gründete Franz I. das Collège des Trois Langues, das spätere Collège de France, benannt nach den drei biblischen Sprachen Griechisch, Lateinisch und Hebräisch. Das Studium der Bibel führte zu neuen Übersetzungen durch Jacques Lefèvre d’Étaples (1523–30) und Robert Olivétan (1535), und dies weckte das Interesse an biblischen Themen. Saül le Furieux (1572) von Jean de La Taille, Sédécie, ou les Juives (1583), ein Drama im griechischen Stil von Robert Garnier, zwei biblische Tragödien von Jean Racine: Esther (1689) und Athalie (1691). Jacques Bénigne Bossuet mit seinem Discours sur l'Histoire Universelle (1681), Dialogues sur l'Éloquence (1718) und François Fénelon betrachten die Bibel als eine Quelle poetischer Inspirationen und priesen die religiöse Reinheit des Judentums. In der Aufklärung im 18. Jahrhundert poleminisierten Denis Diderot und Voltaire gegen die Religion im Allgemeinen und speziell die Juden. Charles de Secondat und Montesquieu, der den 60. Brief seiner Lettres Persanes (1721) den Juden widmete, schrieben mit Hochachtung über sie.
Im 19. Jahrhundert wuchs das Interesse an biblischen Themen. François René de Chateaubriand schrieb Génie du Christianisme (1802) und Itinéraire de Paris à Jérusalem (1811). Alphonse de Lamartine verfasste das biblische Drama Saül (1818). Auch Alfred de Vigny und Victor Hugo waren von der Bibel beeinflusst. Vigny veröffentlichte Poèmes Antiques et Modernes (1826) und La colère de Samson (1864). Hugo La Conscience, Booz endormi und Salomon (1859–83), Le Glaive (1887) und L'Aigle (1891). In Les Contemplations (1856) nutzte er Kenntnisse der Kabbalah, die ihm wahrscheinlich Alexandre Weill vermittelt hatte. Gustave Flaubert schrieb Hérodias (1877), Pierre Loti zwei Reisebücher: Jérusalem (1895) und La Galilée (1896). Im 20. Jahrhundert verfasste Jean Giraudoux Judith (1932) und Sodome et Gomorrhe (1947), André Gide Saül (1898). Pierre Emmanuel und Jean Grosjean schrieben mystische Texte nach biblischen Motiven. Jüdische Schriftsteller waren Emmanuel Eydoux, Arnold Mandel, Armand Lunel und Élie Wiesel (Nobelpreis 1986). Jacques de Lacretelle schrieb die erfolgreiche Erzählung Silbermann (1922), eine Freundschaft zwischen einem christlichen und einem jüdischen Jungen.
Der Aufschwung des Faschismus brachte auch antijüdische Autoren hervor: Voyage au bout de la nuit (1922) von Louis-Ferdinand Céline und Gilles (1939) von Pierre Drieu La Rochelle. Judenfreundlich waren Vercors mit La marche à l'étoile (1943) und Jean-Paul Sartre mit einigen jüdischen Nebenrollen in La mort dans l'âme (1949). Im 20. Jahrhundert traten auch jüdische Schriftsteller auf, die überzeugte Zionisten waren, z. B. Jean-Richard Bloch und Albert Cohen. Edmond Jabès (1908–1991) veröffentlichte mit seinem Livre des Questions apokryphe talmudische Diskussionen zwischen imaginären Rabbinern oder kabbalistische Buchstabenspiele. Élie Wiesel schrieb als Zeuge über den Holocaust. Georges Perec (1936–1982) war mit La Vie: mode d'emploi (1978) einflussreich.
Moderne jüdische Autoren waren oder sind: Alain Finkielkraut (* 1949) mit Le Juif imaginaire (1980), André Glucksmann (1937–2015) mit Les Maîtres penseurs (1977) und Bernard-Henri Lévy (* 1948) mit La Barbarie à visage humain (1977) und Le Testament de Dieu (1979). Patrick Modiano (* 1945) hatte Erfolg mit seinen Erzählungen, die den Holocaust zum Thema haben. Sephardische Autoren waren Albert Memmi und Jacques Zibi. Auch jüdische Autorinnen aus dem Maghreb waren erfolgreich: Nine Moati und Chochana Boukhobza.
Einige hebräische Wörter aus dem Alten Testament fanden ihren Weg ins Französische, z. B. tohu-bohu (Chaos, Unordnung), capharnaüm (Abstellkammer), jérémiade (Klage), moïse (tragbare Kinderwiege), sabbat (Tumult, Aufruhr) und cabale (Verschwörung, Intrige).